# Unione Sportiva Triestina Calcio 1918
L'Unione Sportiva Triestina Calcio 1918, meglio nota come Triestina, è una società calcistica italiana con sede nella città di Trieste. Milita in Serie C, la terza divisione del campionato italiano.
Il club prosegue, dopo una serie di rifondazioni, la tradizione sportiva dell'U.S. Triestina, nata il 2 febbraio 1919 (dopo un accordo preliminare datato 18 dicembre 1918) dalla fusione dei club F.C. Trieste e C.S. Ponziana.
Nell'agosto 2012, in forza dei 74 campionati professionistici a cui partecipò il sodalizio alabardato, e in applicazione dell'articolo 52 comma 10 delle NOIF, la FIGC permise l'iscrizione in Eccellenza alla nuova società, rilevando il titolo sportivo della vecchia. Al momento della nascita la società ha avuto in affitto dai tifosi lo stemma del precedente sodalizio, l'Unione Sportiva Triestina, a sua volta creata nel 1994 sulle ceneri del club originario.
È l'unica società ad aver militato nella Serie A a girone unico in un periodo in cui la sua città non si trovava in territorio italiano: dal 1947 al 1954, infatti, la città fece parte del Territorio Libero di Trieste, separato dall'Italia.

## Storia

### Dalla nascita all'approdo in Serie A
L'Unione Sportiva Triestina nacque grazie alla fusione di due squadre della città di Trieste, il Ponziana e il Foot-Ball Club Trieste, le quali condividevano quale campo di gioco la Piazza d'Armi di una caserma Austro Ungarica di Piazza Dalmazia, posta nei pressi dell'attuale Piazza Guglielmo Oberdan. Dapprima, il Comando Militare di Trieste, al fine di limitare gli inconvenienti che derivavano da tali frequenti incontri, proibì l'uso della Piazza ai due sodalizi, ma successivamente si raggiunse un compromesso: l'autorità avrebbe acconsentito all'utilizzo della Piazza d'Armi per finalità sportive, a patto che le due società si fondessero. L'accordo fu siglato il 18 dicembre 1918 nello storico caffè Secession sito in viale XX settembre 32 (angolo via Rossetti - una targa murale ricorda l'avvenimento); il 19 gennaio 1919 avviene la costituzione del triumvirato che avrebbe guidato la nuova compagine, composto dai dirigenti Bertazzoni, Fonda e Vaccari; infine, il 2 febbraio 1919 la società fu istituita con la denominazione Unione Sportiva Triestina.

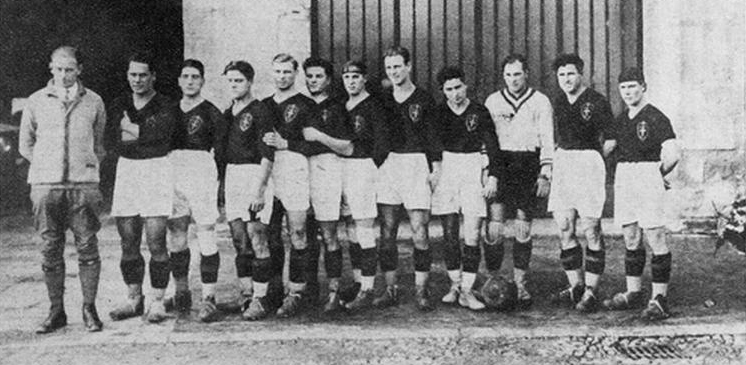
La Triestina 1928-1929.

Nei primi tre anni, essendo le squadre delle terre redente ancora escluse dai campionati nazionali, prese parte alle competizioni locali del Comitato Regionale Giuliano, nonché alla prima edizione (1922) della Coppa Italia. Nel settembre 1922 perse per 1-0 lo spareggio per la promozione in Seconda Divisione (l'attuale Serie B) contro la Monfalconese, a causa dell'autorete di Pahnke Volker. Nel settembre 1924 conquistò la promozione nel secondo livello superando nelle gare di qualificazione dapprima la Bentegodi di Verona e poi la Pro Gorizia. Nel 1926, a seguito della ristrutturazione dei campionati, passò alla prima Divisione, di fatto sempre paragonabile alla Serie B odierna. A fine giugno 1928, in virtù dell'importanza simbolica della città redenta di Trieste, rientrò tra le squadre promosse d'ufficio alla Divisione Nazionale (la Serie A ante girone unico) in conseguenza dell'allargamento del massimo campionato da 24 a 32 squadre stabilito dal presidente federale Leandro Arpinati. Quell'anno la Triestina sembrava anche sul punto di fondersi con le altre due massime realtà calcistiche cittadine, l'Edera e il rinato Ponziana: la fusione tra Edera e Ponziana, che diede vita all'ASPE Trieste (Ass. Sportiva Ponziana Edera), alla fine non coinvolse alla fine la Triestina.
Al termine del campionato 1929 fu istituita la Serie A a girone unico con le prime otto squadre dei due gironi della Divisione Nazionale. Arrivando nona la Triestina non avrebbe avuto diritto a parteciparvi. Tuttavia, nel gruppo B Lazio e Napoli finirono appaiate all'ottavo posto; una serie di spareggi fra le due squadre non riuscì a stabilire a chi spettava il diritto alla Serie A. La FIGC decise allora, anche per tenere nella massima serie le città più importanti, di far accedere entrambe alla Serie A, ripescando poi pure la Triestina onde evitare un campionato con un numero dispari di squadre. Da quel momento l'U.S. Triestina partecipò alla Serie A ininterrottamente fino al campionato 1956-1957.

### Presenza fissa nella massima serie
Nel 1929-1930 la Triestina conquistò la salvezza, impreziosendo il campionato con una vittoria a Milano contro l'Ambrosiana-Inter, destinata a vincere lo scudetto. In quel campionato esordì Piero Pasinati, che sarebbe diventato il primatista di presenze con la maglia alabardata: 347, spalmate su tredici stagioni. In quella squadra già giocava il triestino Nereo Rocco: fu prima un importante giocatore, poi allenatore. Fu il primo giocatore alabardato a vestire la maglia della nazionale italiana.
L'anno successivo fece il suo esordio con la maglia rossoalabardata un altro grande giocatore, destinato, come Pasinati, a vincere i mondiali del 1938: Gino Colaussi. Da segnalare una roboante vittoria contro l'Ambrosiana-Inter: 5-0. Nel 1931-1932 Amedeo III Duca d'Aosta, residente in città, divenne presidente onorario del sodalizio.

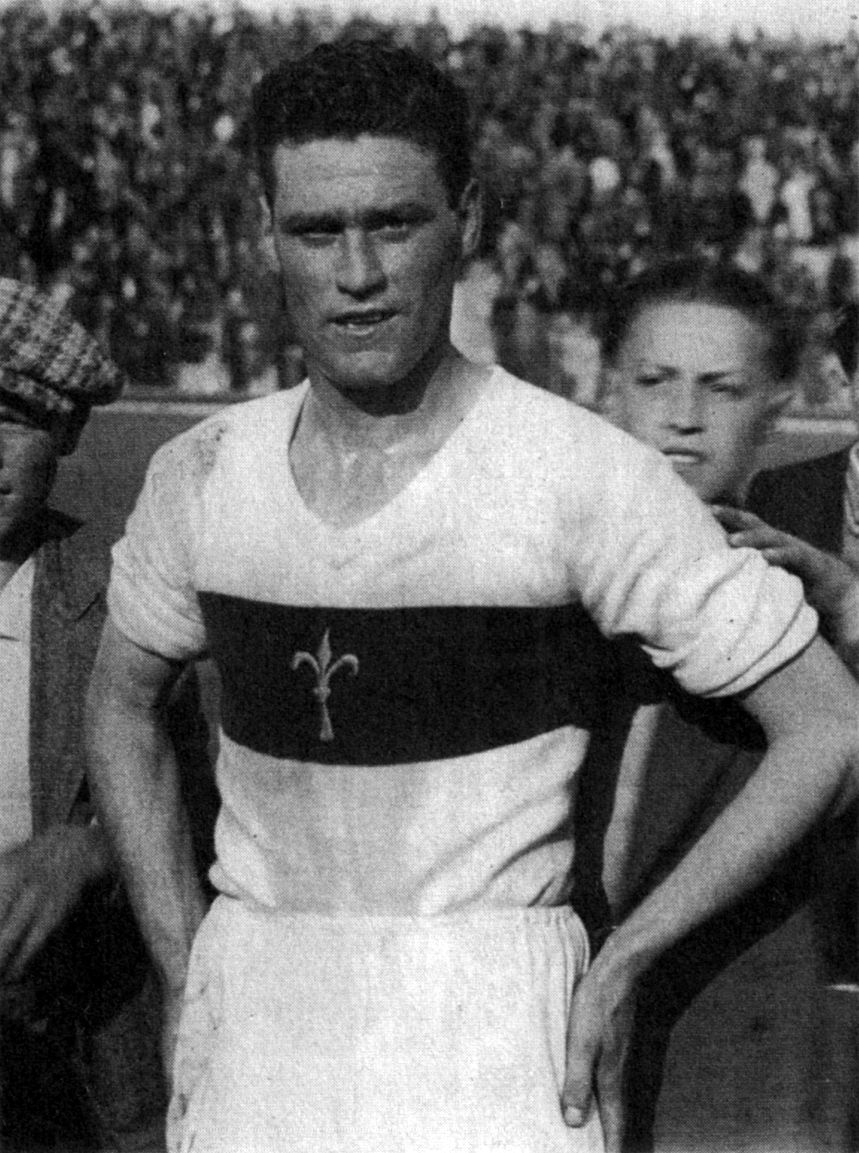
Nereo Rocco, mito del calcio triestino, fu giocatore alabardato negli anni 1930 e poi allenatore della squadra nel secondo dopoguerra

Il 25 settembre 1932 venne inaugurato il nuovo stadio cittadino, destinato a sostituire il campo di Montebello. Lo stadio, che fino al 1943 si chiamò "del Littorio", venne inaugurato con il match Triestina-Napoli (risultato finale 2-2). La Triestina al termine della stagione chiuse con un lusinghiero ottavo posto.
Dopo due stagioni chiuse nella parte medio-bassa della classifica (anche se nel 1935 riuscì ad espugnare Bologna, battendo la squadra più forte d'Europa dell'epoca), la Triestina seppe nel 1935-1936 superarsi e conquistare la sesta piazza.
Questo ottimo risultato venne ottenuto nuovamente nella stagione 1937-1938. Questa volta la squadra alabardata riuscì anche ad inserirsi nella lotta per il titolo. A tre giornate dal termine, dopo aver piegato in casa la Juventus (2-0 davanti a 20 000 tifosi), la Triestina si ritrovò terza in classifica a due punti dalla vetta, dove si trovava proprio la squadra torinese. Nelle ultime tre giornate, però, la squadra riuscì ad incamerare solo un punto. A consolazione del mancato scudetto ben tre giocatori della Triestina vennero chiamati da Vittorio Pozzo nella vincente spedizione in Francia per i mondiali di calcio: Piero Pasinati, Gino Colaussi e Bruno Chizzo.
Nel 1938-1939, in maniera inaspettata, la Triestina si trovò a dover lottare per non retrocedere in Serie B. La squadra si salvò solo per il miglior quoziente reti rispetto a Livorno e Lucchese, dopo un pareggio contro la Juventus all'ultima giornata di campionato. Anche nel 1939-1940 la Triestina non disputò un campionato brillante. Vi è solo da segnalare che riuscì nell'impresa di vincere a Torino contro la Juventus per 6-2. Nel 1940-1941, dopo esser stata quintultima al termine del girone di andata, la squadra chiuse il campionato al nono posto.
Il campionato successivo registrò un evento mai più accaduto per la formazione alabardata. Alla quinta giornata si ritrovò da sola in testa al campionato dopo una vittoria contro il Napoli. L'attaccante Francesco Cergoli s'infortunò all'ottava giornata, chiudendo il suo campionato. La squadra ottenne l'ottavo posto finale.
Nel 1942-1943 la Triestina fu nuovamente sull'orlo della retrocessione. Al termine del campionato si classificò tredicesima a pari punti con Bari e Venezia. Solo dopo aver vinto un torneo di qualificazione contro di loro poté acquisire la certezza della permanenza nella massima categoria. Nel 1943-1944 la FIGC della Repubblica Sociale Italiana organizzò, in luogo dei regolari campionati a girone unico, un campionato misto di guerra di Divisione Nazionale, diviso in gironi regionali con finali interregionali, al cui vincitore non fu assegnato lo scudetto ma la Coppa Federale. Dopo aver passato la fase regionale, la Triestina venne eliminata nel girone di semifinale dal Venezia. Nel 1944-1945 si poterono disputare solo competizioni a carattere regionale: l'U.S. Triestina (solitamente chiamata "Unione" in quel periodo) fu tra le sei partecipanti al girone triestino della "Coppa Litorale Adriatico" organizzata dal Direttorio V Zona, vincendolo con 10 punti in cinque partite.

### Gli anni di Rocco
Il primo campionato del dopoguerra venne giocato in due gironi a base geografica. La Triestina si piazzò ottava nel campionato Alta Italia e non poté accedere alla fase finale che attribuì lo scudetto. Nel 1946-1947 la Triestina fu costretta dalle autorità militari anglo-americane, che governavano a Trieste, a disputare le prime partite casalinghe della stagione allo Stadio Moretti di Udine. Un'altra squadra cittadina, l'Amatori Ponziana, disputava infatti il campionato jugoslavo: gli anglo-americani, per evitare incidenti, le avevano vietato di giocare in città, e per evitare polemiche, vietarono anche alla Triestina di giocare a Trieste. Il campionato fu disastroso, la squadra si classificò all'ultimo posto, ma il ripescaggio dell'Amatori Ponziana in Jugoslavia a fine stagione fu visto in Italia come un segno di sfida nella tesissima situazione politica in cui versava in quel periodo la città di Trieste, quindi la FIGC decise, con delibera del 29 luglio 1947, di applicare la stessa misura di ripescaggio alla Triestina, tenendo conto anche delle difficoltà sopraggiunte nella stagione. La FIGC decise di allargare il campionato successivo a 21 formazioni.

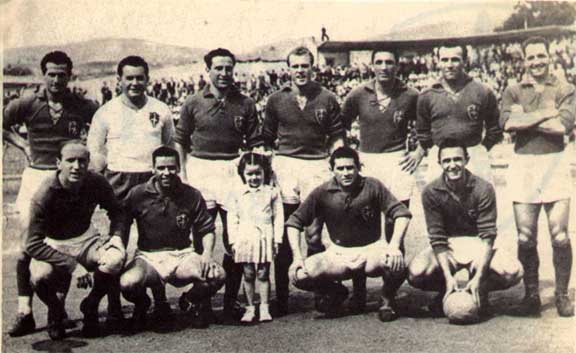
La Triestina 1947-1948, che chiuse al secondo posto, il miglior piazzamento nella Serie A a girone unico.

Nella stagione successiva, il 1947-1948, la squadra della Triestina passò nelle mani di Nereo Rocco; egli impostò la squadra con un rivoluzionario mezzo sistema, modulo in pratica precursore di quello all'italiana. La squadra conquistò il secondo posto, a pari merito con Juventus e Milan, totalizzando 49 punti, alle spalle solo del Grande Torino, che di punti ne fece 69, ottenendo così il miglior piazzamento della sua storia. In quell'annata storica la Triestina rimase imbattuta in casa e perse solo otto delle quaranta partite disputate nel corso del campionato. Cosa curiosa, saranno solo 15 i calciatori impiegati da Rocco nella stagione.
Nel 1948-1949 la Triestina disputò un altro buon campionato, sempre guidata da Rocco. In questa stagione la Triestina conseguì anche la vittoria più ampia mai ottenuta: 9-1 contro il Padova, proprio all'indomani della tragedia di Superga. A Superga perì anche Giuseppe Grezar, al quale sarà dedicato nel 1967 lo Stadio Comunale.
Dopo la stagione 1949-1950, conclusa all'ottavo posto, Nereo Rocco fu allontanato e sostituito in panchina da Béla Guttman. Solo all'ultima giornata, dopo aver battuto il Novara, la Triestina seppe guadagnarsi la salvezza. La stagione successiva fu ancora più drammatica, con la squadra giuliana salva solo dopo gli spareggi contro la Lucchese (3-3 nella prima gara a Milano e poi 1-0 a Bergamo) e il Brescia, secondo della Serie B, (1-0 a Valdagno).

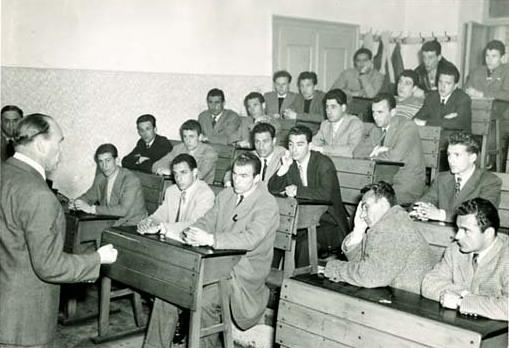
Béla Guttman impartisce una lezione di tattica ai giocatori triestini

Nel 1952-1953 la salvezza venne raggiunta con meno patimenti e venne fatto esordire in serie A Cesare Maldini; nell'estate del 1953 venne richiamato a guidare l'alabarda Nereo Rocco. La seconda avventura del tecnico però non fu fortunata, tanto che venne esonerato dopo la ventunesima giornata, a seguito di una pesante sconfitta in casa contro il Milan (0-6). Il suo sostituto, Feruglio, guidò gli alabardati a due comode salvezze consecutive (1953-54 e 1954-55). Nel 1955-1956 Feruglio venne esonerato per far posto a Piero Pasinati. La squadra disputò fino ad aprile un buon campionato, poi ci fu una lunga serie di sconfitte nella parte finale della stagione, che però non impedirono di ottenere l'ennesima salvezza.

### Il declino
Il 1956-1957 segnò la prima retrocessione della squadra giuliana in Serie B. Dopo un buon girone di andata, la squadra si sciolse come neve al sole nel ritorno. La partita decisiva venne disputata il 16 giugno 1957: la Triestina fu sconfitta dall'Atalanta per 1-0 (gol di Mion). L'anno seguente, 1957-1958, la Triestina seppe riconquistare immediatamente la Serie A. Guidata da Aldo Olivieri, la formazione rossoalabardata disputò un ottimo campionato e riuscì anche a lanciare in nazionale Gianfranco Petris. La vittoria decisiva venne ottenuta contro il Cagliari alla penultima giornata.
L'anno seguente, però, fu di nuovo retrocessione nella serie cadetta. Quello del 1958-59 è tuttora l'ultimo campionato di massima divisione disputato dalla formazione rossoalabardata. Il 7 giugno 1959, con un pareggio per 2-2 in casa del Padova del suo idolo Nereo Rocco, la Triestina diede l'addio alla massima serie.
L'anno successivo la Triestina sfiorò la promozione chiudendo al quarto posto, un solo punto dietro al Catania giunto terzo. Fatale la sconfitta con il Marzotto Valdagno alla terzultima giornata. Nel giugno di quell'anno partecipò alla prima edizione della Coppa delle Alpi, contribuendo alla vittoria dell'Italia. Nel 1960-61 la Triestina retrocedette per la prima volta nella sua storia nella terza serie. Arrivò terzultima e perdette a Ferrara lo spareggio con il Novara. Andata in vantaggio, venne ripresa e poi superata nei supplementari dai piemontesi. Al termine della stagione Leo Brunner cedette la presidenza al conte Guarnieri. Pronta risalita nella serie cadetta nella stagione 1961-62, con Enrico Radio in panchina. La gara decisiva per la promozione, Triestina-Biellese, giocata il 3 giugno 1962, portò allo stadio oltre 19 000 spettatori. La promozione però fu solo un fuoco di paglia. Gli anni seguenti, infatti, regaleranno poche soddisfazioni ai tifosi, con una squadra mai capace di lottare per la promozione in Serie A. Nel 1965 vi sarà una nuova caduta nella terza serie. Questa volta per rivedere la Serie B furono necessari altri 18 anni. Dopo alcune stagioni grigie, nel 1969 la squadra riuscì a sfiorare nuovamente la promozione in serie cadetta. Il Piacenza fu però imprendibile per la squadra alabardata.

### Dalla Serie D alla Serie B

Una formazione della Triestina 1971-1972, vincitrice del girone C della Serie D e promossa in Serie C.

Dopo un buon campionato 1969-1970, la Triestina conobbe nel 1970-1971 l'onta della prima retrocessione in Serie D. La stagione fu subito tribolata a causa di problemi societari. Il conte Guarnieri si accordò con una cordata di imprenditori portogruaresi. Il passaggio di potere saltò, a causa del timore che la formazione giuliana diventasse una semplice succursale del Venezia, società di proprietà del gruppo di imprenditori. Il campionato si concluse con la retrocessione per differenza reti peggiore rispetto alla Pro Patria. Nel 1971-1972 la Serie C venne prontamente riconquistata, merito di un girone di ritorno con 13 vittorie su 17 incontri. Nella squadra si mise in luce un futuro campione del mondo di Spagna '82: Gianpiero Marini. Al termine di quella stagione la Triestina affrontò una tournée in Unione Sovietica. Dopo una grigia stagione 1972-1973, l'anno successivo la Triestina sprofondò nuovamente in quarta serie.
La Serie D del 1974-1975 presentò alla tifoseria una interessante novità: il derby in campionato contro un'altra squadra cittadina, il Ponziana. In realtà i derby cittadini erano molto frequenti prima della riforma dei campionati nel 1929, non solo contro il Ponziana, ma anche contro altre formazioni come l'Edera. L'ultimo precedente risaliva al Campionato Alta Italia del 1944, nel quale la formazione alabardata aveva affrontato oltre ai "Veltri" anche il San Giusto. Il primo incontro con il Ponziana ebbe luogo il 1º dicembre 1974, davanti a oltre 20 000 spettatori. Decise l'incontro un gol del ponzianino Miorandi. Al ritorno l'incontro terminò 1-1. A fine stagione, pur se di poco, la Triestina precedette in classifica il Ponziana. Il ritorno in C fu festeggiato al termine della stagione 1975-1976. Il campionato fu una vera e propria marcia trionfale per i rossoalabardati, che conquistarono la promozione con quattro turni di anticipo, ottenendo al termine della stagione ben 52 punti dei 68 teoricamente disponibili. Dopo due stagioni in chiaro-scuro si giunge all'annata 1977-78. Al termine della stagione, a causa della riforma dei campionati, nacque la Serie C1, alla quale furono ammesse le prime dodici formazioni di ciascun girone della Serie C. La Triestina fu capace di agguantare la nuova categoria, anche se la stagione fu contrassegnata da una pesante sconfitta (6-0) il 12 marzo 1978 nel derby regionale con l'Udinese.

Una formazione della stagione 1974-1975

Il campionato 1978-1979 rappresentò per la compagine alabardata l'anno dell'illusione. Infatti la squadra condusse un ottimo campionato, vanificato alla penultima giornata da una sconfitta casalinga contro il diretto rivale, il Parma, guidato da Cesare Maldini e nel quale si stava mettendo in luce il giovane Carlo Ancelotti. Il gol decisivo venne firmato da Bonci. A fine campionato Parma e Triestina, appaiate al secondo posto, furono costrette ad uno spareggio che si disputò il 17 giugno 1979 a Vicenza. I ducali s'imposero per 3-1 dopo i tempi supplementari. L'anno successivo la Triestina si aggiudicò il primo torneo della sua storia: la Coppa Anglo-Italiana. Gli inglesi del Sutton United FC vennero piegati ai calci di rigore il 15 maggio 1980 nella finale disputata allo Stadio Giuseppe Grezar, con Fulvio Varljen allenatore. Alla ventisettesima giornata di campionato, infatti, era stato esonerato il tecnico Vasco Tagliavini che guidava la squadra alabardata dal 1974.
Persa la volata promozione nel 1980-1981 (con in panchina Ottavio Bianchi), nel campionato successivo arrivarono a Trieste due figure che sarebbero state fondamentali per la riconquista della Serie B dopo 18 anni: a guidare gli alabardati fu chiamato l'allenatore Adriano Buffoni, mentre in attacco fu acquistato Franco De Falco.

Adriano Buffoni, per tre volte sulla panchina della Triestina: il tecnico fu l'artefice del ritorno in Serie B dopo 18 anni, al termine della stagione 1982-1983, e della vittoria nella Coppa Italia Serie C 1993-1994.

Il campionato 1981-1982 si chiuse con un onorevole quinta posizione, che dette diritto alla squadra giuliana di disputare nuovamente la Coppa Italia, manifestazione da cui mancava dall'edizione del 1964-1965. Il 1982-1983 fu l'anno della tanto agognata promozione in Serie B. La cavalcata iniziò subito bene, con la Triestina capace di vincere cinque delle prime sei partite. Venne sconfitta soltanto alla settima giornata a Rimini (squadra guidata da Arrigo Sacchi) e all'undicesima a Padova. La promozione fu conquistata matematicamente a quattro giornate dal termine, sconfiggendo il Parma per 2-1. Franco De Falco conquistò il titolo di capocannoniere con 25 reti realizzate. Al termine della stagione l'imprenditore Raffaele De Riù rilevò la società da Giorgio Del Sabato. Nel 1983-1984 la squadra, dopo un avvio stentato, riuscì a garantirsi una comoda salvezza. In Coppa Italia la Triestina passò il primo turno, ma venne eliminata negli ottavi di finale dall'Udinese di Zico (0-0 a Trieste, 2-0 a Udine). La gara di andata venne funestata da incidenti, a seguito dei quali perì il giovane tifoso Stefano Furlan. A lui venne poi intitolata la Curva Sud del nuovo stadio.

### La Serie A sfiorata e le penalizzazioni

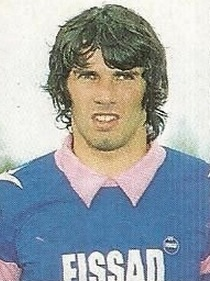
Il portiere Enrico Nieri alla Triestina nel 1983.

Con la stagione 1984 terminò la prima parentesi di Adriano Buffoni sulla panchina alabardata. Per sostituirlo venne chiamato Massimo Giacomini, già tecnico di Udinese, Milan, Torino e Napoli, nonché giocatore alabardato. La squadra disputò un ottimo campionato, ma gettò al vento la possibilità di venire promossa, pareggiando alla penultima giornata in casa contro il Monza; l'attaccante Giorgio De Giorgis fallì anche un calcio di rigore. Nell'ultima di campionato, la Triestina uscì sconfitta da Campobasso.
Nel 1985-1986 al timone della squadra arrivò il tecnico veneto Enzo Ferrari, reduce da una stagione sulla panchina di una squadra della Liga spagnola, il Real Saragozza. La Triestina partì in modo autorevole (tre vittorie di fila nelle prime tre gare) e lottò nuovamente per tutta la stagione nella parte alta della classifica. Con una vittoria a Pescara nell'ultima giornata agguantò la quarta posizione in coabitazione con l'Empoli e dietro al Vicenza. Proprio la squadra veneta era stata da poco coinvolta nel secondo scandalo calcioscommesse, per cui appariva certa la necessità di uno spareggio fra toscani e giuliani per determinare la terza formazione da promuovere in Serie A. Da lì a poco, però, anche la Triestina fu coinvolta nello scandalo e penalizzata di un punto per la stagione 1985-1986 (sufficiente per non regalare agli alabardati la terza posizione assoluta) e di quattro per la stagione successiva. Nel 1986-1987, pure se penalizzata, la squadra riuscì a salvarsi.
Anche nella stagione 1987-1988 la Triestina partì con una nuova penalizzazione di cinque punti per un episodio di illecito sportivo che coinvolse anche l'Empoli e riferito alla stagione 1985-1986. Questa volta la penalizzazione risultò troppo pesante per la compagine guidata per il terzo anno di fila da Enzo Ferrari, che arrivò penultima e retrocedette. Da ricordare che con quest'ultimo alla guida la squadra non vinse in trasferta per due annate consecutive.

La rosa alabardata che sfiorò il ritorno in Serie A nella stagione 1985-1986.

L'anno successivo venne riconquistata immediatamente la serie cadetta. Con un triestino in panchina, Marino Lombardo, i rossoalabardati, nuovamente guidati da De Falco in attacco, grazie ad un finale di campionato giocato alla grande (quattro vittorie di fila nelle ultime quattro gare) ritrovarono la Serie B. Il match decisivo venne disputato a Ferrara contro la SPAL (risultato 1-0, gol di Papais).

### Il nuovo stadio e il primo fallimento
Dopo due sole stagioni la Triestina tornò in Serie C1. Anche la stagione 1991-1992 non fu particolarmente brillante a causa di un campionato troppo altalenante.
Nel 1992-1993 l'entusiasmo per l'inaugurazione del nuovo stadio e prezzi veramente convenienti spinsero oltre 12 000 tifosi a sottoscrivere l'abbonamento. La squadra, guidata da Attilio Perotti, cominciò il campionato in maniera più che positiva, ma, ironia della sorte, una volta inaugurato lo Stadio Nereo Rocco e cominciatovi a giocare, perse brillantezza e non riuscì a riportare la Serie B a Trieste. Qualcuno parlò quasi di una “sindrome del Rocco”. Nell'anno 1993-1994 Adriano Buffoni, protagonista della promozione del 1982-1983, venne richiamato sulla panchina giuliana, così come venne nuovamente ingaggiato Francesco Romano, centrocampista che nella Triestina della metà degli anni ottanta aveva fatto molto bene prima di diventare pedina fondamentale del Napoli di Maradona. La squadra, pur influenzata negativamente dalla crisi societaria, disputò un campionato onorevole e conquistò la Coppa Italia di Serie C contro il Perugia (1-1 al Rocco e 2-2 al Renato Curi). I giocatori però non venivano pagati regolarmente, per cui misero in mora la società. La richiesta di un albergatore di veder pagato un proprio credito portò la Triestina al fallimento, che venne dichiarato il 30 giugno 1994. Non disponendo delle liberatorie dei giocatori, la squadra perse anche il titolo sportivo e venne radiata. Il 27 luglio 1994 nacque perciò la Nuova Unione Sportiva Calcio Triestina, che dovette ricominciare dai dilettanti.

### Dai dilettanti alla cavalcata: glieroi di Luccae il ritorno in B
A seguito del fallimento la Triestina venne inserita nel girone triveneto del Campionato Nazionale Dilettanti. La stagione venne caratterizzata da un duello fra gli alabardati e il Treviso. La partita decisiva si disputò a Trieste il 7 maggio 1995 e vide prevalere i veneti per 2-1. A fine stagione la formazione giuliana fu però ripescata in Serie C2 con delibera federale, per completare i quadri ridottisi a causa dell'esclusione dai campionati di molte società per problemi finanziari.
Nel 1995-1996 la Triestina affrontò il primo campionato di Serie C2 della sua storia. La squadra rimase in tale categoria per sei stagioni. Per ben quattro volte fu capace di raggiungere i play-off promozione, ma solo al quinto tentativo riuscì a conquistare la Serie C1. Il primo anno venne eliminata dal Livorno in semifinale (Triestina-Livorno 2-3; Livorno-Triestina 1-1), nel 1997-1998 dopo aver eliminato la Pro Patria (2-0 a Trieste e vittoria a tavolino a Busto Arsizio per invasione di campo), non riuscì a superare in finale, a Ferrara, il Cittadella (0-0 d.t.s.) che venne promosso in quanto meglio classificato nella stagione regolare. Nel 1998-1999 il traguardo sembrò vicino. Dopo aver concluso la stagione regolare al secondo posto, la Triestina si sbarazzò della Vis Pesaro (2-2 in trasferta, 2-1 al Nereo Rocco), ma perse la finale di Mantova contro il Sandonà (0-1 d.t.s), a causa di un rigore segnato dall'ex Sandrin. L'anno successivo la panchina venne affidata a Maurizio Costantini, un ex alabardato con ben 307 presenze nella Triestina. Non bastarono sette vittorie di fila tra novembre e dicembre per vincere il campionato. L'epilogo ai play-off fu nuovamente nefasto: la Triestina affrontò per il secondo anno consecutivo la Vis Pesaro in semifinale, ma venne eliminata (Vis Pesaro-Triestina 2-1 e Triestina-Vis Pesaro 1-1).
Dopo sconfitte patite nei play-off di Serie C2, il neopresidente Amilcare Berti decise di affidare la panchina a Ezio Rossi.
Nel 2000-2001, dopo un buon avvio di campionato, la squadra uscì dalla zona playoff, ma grazie ad una buona serie di risultati agguantò il quinto posto, sufficiente per gli spareggi promozione. Sullo slancio di questa risalita la Triestina eliminò in semifinale la Pro Patria e in finale il Mestre, guidato dall'ex tecnico alabardato Maurizio Costantini, vincendo tutte e quattro le partite dei playoff. Nella finale di ritorno, giocata allo Stadio Baracca di Mestre, segnò l'allora giovanissimo Marco Borriello.
L'anno successivo fu di nuovo promozione a seguito di un campionato giocato sempre nella parte alta della classifica e di playoff promozione disputati con grande ardore. Dopo aver regolato lo Spezia, la Triestina trovò sulla sua strada, come tante altre volte in passato in momenti cruciali della sua storia, la Lucchese. All'andata a Trieste gli alabardati si imposero per 2-0, mentre a Lucca, dopo 120 minuti drammatici, la gara terminò 3-3, regalando alla Triestina la seconda promozione consecutiva. A seguire la Triestina giunsero tremila tifosi. Dopo il vantaggio iniziale dei padroni di casa con Marianini e il pareggio di Del Nevo, la Lucchese chiuse in vantaggio la prima frazione di gioco grazie nuovamente a Marianini. All'inizio del secondo tempo Carruezzo, grazie a un colpo di testa, portò la Lucchese sul 3-1. Permanendo tale risultato alla fine dei tempi regolamentari, e non valendo la regola del valore doppio dei gol fatti in trasferta, vennero disputati i tempi supplementari, al termine dei quali il 3 a 1 avrebbe sancito la promozione della Lucchese. Carruezzo centrò il palo su rigore all'inizio del primo tempo supplementare, mentre poco dopo fu Gennari a ridurre lo svantaggio per la Triestina con un altro calcio di rigore. Fu poi Ciullo a fissare il risultato sul 3-3 finale. La Triestina ritrovò così la Serie B dopo dodici anni di serie inferiori.
Nel campionato 2002-2003 la Triestina, grazie a un gioco molto spettacolare, riuscì per molte settimane a rimanere in testa alla classifica e si aggiudicò il titolo di campione d'inverno. Nel girone di ritorno la squadra accusò un calo e non riuscì nell'impresa storica di riconquistare la massima serie dopo oltre quarant'anni di attesa.

### Presenza stabile fra i cadetti
Il campionato successivo vide un avvicendamento sulla panchina alabardata: al posto di Ezio Rossi, passato a guidare il Torino, giunse Attilio Tesser. La squadra riuscì ad ottenere un più che decoroso posizionamento in classifica, grazie ad un ottimo girone di ritorno e al lancio di giovani interessanti come Alberto Aquilani e Davide Moscardelli.
Nel 2004-2005, sempre guidata da Tesser, la Triestina non si espresse su grandi livelli, tanto che riuscì a salvarsi solo dopo aver battuto il Vicenza nello spareggio-salvezza. Al termine della difficile stagione, il presidente Berti vendette la società all'immobiliarista veneto Flaviano Tonellotto, che si fece conoscere subito per il particolare temperamento, l'imposizione di diete macrobiotiche ai giocatori e il difficile rapporto con giornalisti e tifosi.
Durante il campionato 2005-2006 la Triestina cambiò cinque volte l'allenatore. Alla coppia Alessandro Calori-Adriano Buffoni seguirono Pietro Vierchowod, il dirigente ed ex-giocatore Franco De Falco, l'allenatore delle giovanili Vittorio Russo e Andrea Agostinelli.
Il contestato proprietario fu costretto a dimettersi il 1º febbraio 2006 a causa di una precedente condanna di bancarotta e venne sostituito alla guida della società dalla moglie Jeannine Koevoets. Successivamente la magistratura allontanò la famiglia Tonellotto dalla società per i problemi finanziari causati dalla gestione societaria del presidente. Flaviano Tonellotto e consorte saranno accusati di appropriazione indebita. Il tribunale ha poi nominato amministratori giudiziari Maurizio Consoli, presidente dell'Ordine degli Avvocati di Trieste, Roberto Lonzar, commercialista, e Franco De Falco, che il 7 marzo è diventato il nuovo presidente.
La crisi societaria terminò il 10 aprile, con la ricapitalizzazione della società. L'imprenditore friulano Stefano Fantinel ha sottoscritto il 79% delle azioni, seguito dalla multiutility AcegasAps con il 15%. Le altre quote sono state sottoscritte da imprenditori e personalità locali.
Pur nelle difficoltà societarie la squadra conquistò una salvezza abbastanza comoda, vincendo per 4-3 a Piacenza a due giornate dal termine. L'anno seguente (2006-07) la squadra fu protagonista di un campionato altalenante che si concluse con una sofferta salvezza, conquistata ancora una volta a Piacenza (1-1 grazie alla "storica" punizione di Allegretti che tra l'altro, oltre a far evitare agli alabardati i play-out, consegna la Serie A diretta, senza i play-off a Genoa e Napoli). La stagione fu caratterizzata dalla penalizzazione di un punto per il ritardo nella presentazione del bilancio e dall'esonero nel febbraio 2007 del tecnico Agostinelli al cui posto arriva Franco Varrella.
Alla fine del campionato venne esonerato il tecnico Franco Varrella e venne ingaggiato Rolando Maran.
Il tecnico trentino guidò gli alabardati per due stagioni. Nella prima la squadra si comportò senza particolari alti e bassi, veleggiando quasi sempre nelle acque tranquille di metà classifica. Da segnalare nell'annata 2007-2008 la scoperta del bomber uruguayano Pablo Granoche che alla sua prima stagione in B realizzò 24 reti in 36 partite, congedandosi dal suo pubblico a quattro giornate dal termine della stagione a causa di un infortunio che lo tenne fuori dai campi da gioco per qualche mese.
Nel campionato 2008-2009 la Triestina ottenne un inaspettato risultato, grazie anche al forte equilibrio che regnò tra le squadre. Dopo un girone e mezzo in piena zona play-off la squadra ebbe un calo imprevisto nelle ultime giornate e, dopo le sconfitte contro Vicenza, Treviso, Empoli e Modena perse definitivamente la possibilità di approdare agli spareggi promozione.
Dopo la separazione consensuale con Maran, al termine del campionato, la guida tecnica è affidata a Luca Gotti. Dopo un buon inizio seguito da una lunga serie di sconfitte, il tecnico viene esonerato il 6 ottobre 2009. Al suo posto viene ingaggiato Mario Somma.
Anche Mario Somma ha un buon avvio (la squadra ottiene sette risultati utili consecutivi e il passaggio del turno in Coppa Italia), ma tra la fine di novembre e l'inizio di febbraio, però viene vissuta una fase negativa con soli 4 punti in nove incontri di campionato. Dopo la sconfitta casalinga col Sassuolo, Somma viene così esonerato. Al suo posto viene ingaggiato Daniele Arrigoni. Per la terza volta con un nuovo tecnico la squadra sembra risollevarsi, ma gli alabardati chiuderanno il campionato al quintultimo posto e dovranno giocarsi la permanenza in B nel doppio confronto con il Padova.
Dopo lo 0-0 dell'andata la sconfitta casalinga per 3-0 condanna la Triestina alla retrocessione in Lega Pro, ma le difficoltà finanziarie di alcune società della serie cadetta - in particolare l'Ancona - lasciano aperta l'ipotesi del ripescaggio in Serie B, ufficializzato poi il 4 agosto 2010. Dopo il ripescaggio, la squadra viene affidata a Ivo Iaconi per la stagione 2010-2011, dopo un discreto avvio la squadra accusa una pesante flessione ed i risultati negativi ottenuti nei mesi di novembre e dicembre portarono al suo esonero, a cui la società alabardata tenta di porre rimedio sostituendolo nella sosta natalizia con Sandro Salvioni che però non riesce a evitare la retrocessione in Lega Pro avvenuta matematicamente il 21 maggio 2011 in occasione della sconfitta interna contro il Vicenza per 0-1.

### Discesa in Lega Pro, retrocessione e secondo fallimento
Il 17 agosto 2011 viene comunicata la cessione da parte di Stefano Fantinel del 50% delle sue quote al gruppo Aletti (pari al 48% delle quote totali).. Il 27 agosto 2011 il Gruppo Aletti rileva il 96% delle quote azionarie della società, e il 3 settembre 2011 la dottoressa Cristina De Angelis viene eletta al ruolo di presidente. La conduzione tecnica della squadra viene affidata al Direttore Sportivo Antonio Recchi e all'allenatore Gian Cesare Discepoli. Il 14 ottobre, a seguito di un dissenso fra la presidente Cristina De Angelis e Sergio Aletti (suo compagno), quest'ultimo nomina sé stesso nuovo presidente.. Il 25 ottobre 2011 il tecnico Gian Cesare Discepoli viene esonerato, dopo una serie di 6 sconfitte in 9 partite, per essere sostituito da Giuseppe Galderisi.
Il 4 gennaio 2012 la Procura della Repubblica di Trieste chiede il fallimento della società per l'eccessivo peso debitorio. Il 25 gennaio il Tribunale di Trieste accoglie la richiesta di fallimento. La mancata ricapitalizzazione del capitale sociale ha determinato la decisione del presidente del Tribunale civile di Trieste, Giovanni Sansone: fallimento e società in esercizio provvisorio, affidata al curatore Giovanni Turazza, un commercialista, per conservare almeno il titolo sportivo fino al termine del campionato. Al termine della stagione la squadra si classifica quindicesima, dovendo così disputare i play-out contro il Latina, e dopo la sconfitta in trasferta per 2-0 e il pareggio in casa per 2-2, retrocede in Lega Pro Seconda Divisione. Il 28 maggio va deserta la prima asta per l'aggiudicazione del titolo sportivo, così come la seconda il 13 giugno, infine, nell'asta conclusiva del 19 giugno 2012 la Triestina viene dichiarata fallita e cancellata dai campionati professionistici, dopo che per la terza volta nessuno ha presentato offerte al curatore fallimentare.
La società è stata radiata dalla FIGC il 21 giugno 2012 in seguito alla dichiarazione di fallimento pronunciata dal tribunale di Trieste.

### La ripartenza dai dilettanti e le continue instabilità societarie
Con il fallimento dell'U.S. Triestina, nel corso dell'estate vengono a formarsi due diversi sodalizi per concorrere a dare continuità al calcio cittadino. Il primo nasce il 31 luglio 2012, quando viene creata l'Unione Triestina 2012 da un gruppo di imprenditori triestini, con amministratore unico Andrea Puglia, presidente della Several Insurance Brokers, caldeggiata dal sindaco di Trieste, Roberto Cosolini. Il successivo 3 agosto, invece, nasce Triestina per Sempre S.r.l., legata a Pietro Irneri, forte di una partnership con il presidente del Siena, Massimo Mezzaroma. Visti i 74 campionati professionistici cui partecipò il sodalizio alabardato, la città giuliana ha potuto chiedere l'iscrizione di un suo nuovo club in Serie D in applicazione dell'articolo 52 comma 10 delle NOIF. Solo il secondo sodalizio ha inviato la richiesta per l'iscrizione alla Serie D, mentre il primo si è limitato a chiedere quella all'Eccellenza.
Il 7 agosto la federazione accetta la richiesta di affiliazione e la conseguente iscrizione al campionato di Eccellenza per l'Unione Triestina 2012, bocciando l'altro progetto Triestina per Sempre; a "pesare" sulla scelta della Federcalcio sono state le diverse garanzie portate dalle due cordate: mentre la prima è stata in grado di presentare subito un assegno di 100 000 euro necessario per l'iscrizione all'Eccellenza, la seconda avrebbe chiesto una dilazione per il versamento dell'assegno da 300 000 euro necessario per la Serie D.
Il 9 settembre 2012 la nuova Triestina, affidata a Fabio Sambaldi, debutta nel campionato di Eccellenza, battendo per 1-0 l'Itala San Marco. Poco dopo i tifosi del Centro di coordinamento affittano per un anno dal curatore fallimentare per 5 000 euro i diritti d'uso del vecchio stemma utilizzato dall'Unione Sportiva Triestina Calcio, concedendolo a titolo gratuito alla nuova società.
Il 30 novembre l'allora amministratore delegato del Palermo Pietro Lo Monaco annuncia una collaborazione fra la Triestina e il presidente del sodalizio palermitano Maurizio Zamparini con effetto immediato e fino al 2015. L'accordo prevede la messa a disposizione di risorse in termini di elementi funzionali al progetto, in particolare gli elementi della formazione Primavera della squadra rosanero, con l'obiettivo di ottenere l'accesso ai campionati professionistici nel breve periodo e il successivo ingresso di Zamparini nella società alabardata seguito di un periodo di affiancamento; il progetto viene tuttavia accantonato a inizio 2014.
Il 23 ottobre 2012 il tecnico Sambaldi si dimette e viene sostituito da Maurizio Costantini: il campionato di Eccellenza si conclude con il secondo posto a 69 punti, otto in meno del Monfalcone che vince il girone. La Triestina è quindi costretta a disputare gli spareggi promozione, che perderà nel doppio pareggio contro la Pro Dronero. Frattanto il 25 maggio 2013 muore Sergio Aletti, ex di Cesena e Ravenna, ma anche ultimo proprietario del club alabardato prima del fallimento del 2012.
Il 6 agosto 2013 la società viene ripescata in Serie D a completamento organici; concluso il campionato di quarta serie al 10º posto (con Fabio Rossitto che subentra in corsa a Costantini), nell'aprile 2014 la società viene acquistata dallo svizzero/kosovaro Hamdi Mehmeti e dal camerunese Pierre Mbock, la cui gestione dura 5 mesi e contribuisce ad aggravare il dissesto societario. Nel 2014 i tifosi, proprietari del marchio, ne hanno revocato la concessione gratuita alla società, a causa della scarsa fiducia verso la proprietà. Tale gesto è stato ripetuto l'anno seguente per la medesima motivazione. Complici le proteste dei tifosi, il club passa ulteriormente di mano agli imprenditori romani Pangrazio Di Piero e Marco Pontrelli. Il 24 maggio 2015 la squadra, riaffidata dopo un incredibile valzer di allenatori a mister Giuseppe Ferazzoli, si salva in Serie D vincendo i play-out contro il Dro (1-3 dopo i t.s.); l'indomani la tifoseria organizzata (CCTC e Curva Furlan) annuncia il ritiro dello storico marchio, di cui è proprietaria, esprimendo la propria sfiducia e contestazione nei confronti del vertice societario.
Un nuovo cambio di proprietà si verifica nel dicembre 2015, allorché a Marco Pontrelli subentra un nuovo gruppo imprenditoriale che affida la presidenza a Silvano Favarato. La situazione societaria tuttavia non migliora, sicché il 1º febbraio 2016 il tribunale di Trieste dichiara il fallimento del club alabardato, cui viene consentito di concludere il tribolato campionato in corso (ultimo tecnico dell'ennesimo valzer di allenatori è Roberto Bordin) mediante esercizio provvisorio.

### La terza rinascita

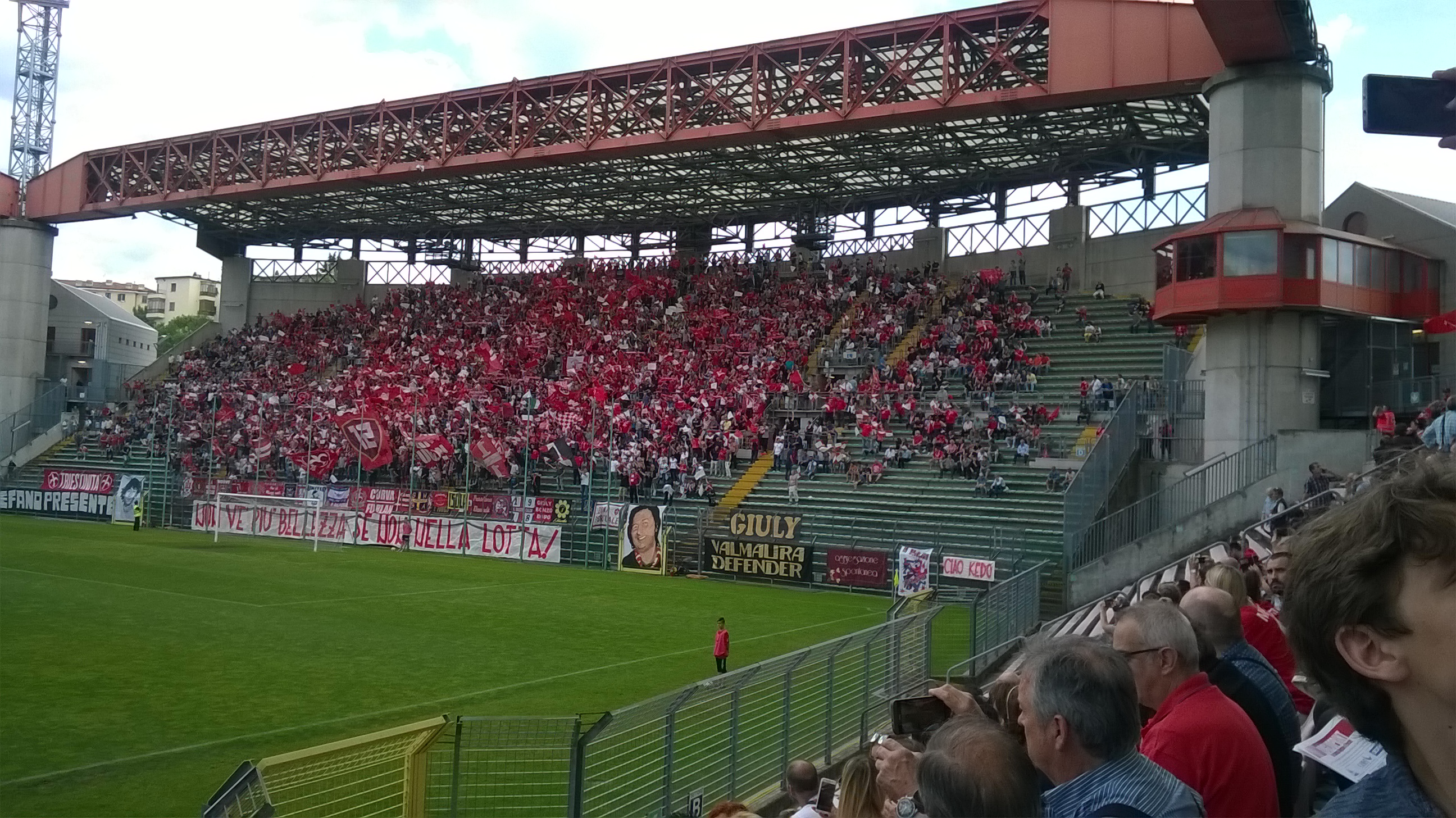
La coreografia della curva Furlan nella finale play-off della Serie D 2016-2017 fra Triestina e Virtus Vecomp Verona.

Il 12 aprile 2016 la società viene acquistata all’asta giudiziaria per la cifra di 100000 € da Mario Vittorio Biasin, imprenditore australiano di origini triestine, fondatore e CEO dell'impresa Metricon Home Builders e azionista di maggioranza del Melbourne Victory, club calcistico di vertice in Australia. Suo cugino, l’ex calciatore e dirigente Mauro Milanese, assume la carica di amministratore delegato. La nuova proprietà si accolla anche il debito sportivo pregresso, quantificato in 250000 €.
In data 23 maggio 2016, su delibera della FIGC, il sodalizio viene riaffiliato con il nome di Società Sportiva Dilettantistica Unione Sportiva Triestina Calcio 1918 a r.l. (ottenendo inoltre dai tifosi la concessione d'uso dello stemma storico) ed ammesso al campionato di Serie D 2016-2017.
Gli alabardati (allenatore Andreucci) chiudono il campionato al secondo posto nel proprio girone, alle spalle della capolista Mestre: grazie alla successiva vittoria nei play-off (battendo prima l'Abano Terme e poi in finale la Virtus Vecomp Verona) acquisiscono il diritto di prelazione su eventuali ripescaggi.
Inizialmente preclusi dal ripescaggio per la concessione dell'affiliazione di una società ad un'altra (da Unione Sportiva Triestina 2012 a Unione Sportiva Triestina Calcio 1918), successivamente grazie ad una modifica da parte della FIGC dell'articolo 52 comma 3, e grazie anche al fatto che i rossoalabardati sono stati gli unici a cambiare denominazione tra i dilettanti, il sodalizio giuliano vede spalancarsi di fatto le porte del professionismo dopo cinque anni dal fallimento, accedendo dunque al ritorno in Serie C. Alla prima stagione in terza serie, la squadra (allenata da Giuseppe Sannino) coglie un undicesimo posto, mancando l'accesso ai playoff all'ultima giornata. L'annata successiva, nella stagione 2018-2019 (coincidente con il centenario della società), la guida tecnica viene affidata a Massimo Pavanel. L'allenatore di Portogruaro, reduce da una travagliata salvezza all'Arezzo, insieme ad un nucleo di calciatori triestini (con il ritorno in alabardato di Pablo Granoche, che metterà a segno 20 reti stagionali) riesce a creare un'alchimia tale da spingere la squadra ad un'ottima stagione, conclusa al secondo posto in classifica dopo aver lottato per la promozione diretta fino alla penultima giornata, e culminata con la sconfitta in finale dei playoff nel doppio confronto contro il Pisa.
All'inizio della terza stagione in C, nonostante i favori dei pronostici, i primi risultati si rivelano deludenti, e la società dopo la sconfitta per 3-2 in casa della Virtus Verona solleva dall'incarico l'allenatore Pavanel, sostituendolo con Nicola Princivalli ad interim e poi con Carmine Gautieri. Quest'ultimo guida la squadra all'ottavo posto, prima che il campionato venga sospeso a causa della pandemia da Coronavirus, per poi essere eliminato dai play-off agli ottavi di finale contro il Potenza, in una gara molto contestata.
Il tecnico napoletano viene confermato per la stagione 2020-2021, ma viene anch'egli esonerato, dopo tredici giornate, per lasciare il posto a Giuseppe Pillon. Sotto la guida dell'allenatore di Preganziol, la Triestina conduce un discreto campionato, concluso al sesto posto in classifica, ma abbandona inaspettatamente i playoff al primo turno, sconfitta sempre dalla Virtus Verona nonostante il vantaggio del fattore campo e del doppio risultato utile.
Alla vigilia della stagione 2021-2022, a pochi giorni dal ritiro estivo, Pillon viene esonerato, e la squadra affidata a Cristian Bucchi. La stagione si conclude con il 5º posto nella regular season e la qualificazione ai play-off, dove la squadra viene eliminata agli ottavi di finale dal Palermo, poi vincitore degli spareggi e promosso in Serie B. Il 16 maggio 2022 muore, a Melbourne, il presidente Mario Vittorio Biasin.

### Nuove proprietà, vecchie sofferenze
A giugno 2022, con un passaggio societario effettuato a tempo di record, il club viene rilevato dalle aziende Atlas Consulting e Stardust, detentrici dell'80% della nuova compagine societaria, e che con l'operazione scongiurano in extremis nuove nubi sul futuro del club. Nuovo presidente è Simone Giacomini. Il 3 novembre 2022 viene rilevato il 20% mancante, sancendo la fine del rapporto con Mauro Milanese risolvendone il contratto.
Sul piano tecnico, il nuovo corso è affidato al dg Giancarlo Romairone e, in panchina, ad Andrea Bonatti, esonerato però dopo un difficoltoso avvio di stagione. Al suo posto, viene richiamato a distanza di tre anni Massimo Pavanel, che non riuscendo a risollevare le sorti della squadra rassegna le dimissioni dopo una quindicina di gare e con la squadra all'ultimo posto della classifica: gli subentra l'allenatore della Primavera Augusto Gentilini. Dall'insediamento di quest'ultimo, 6 vittorie, 7 pareggi e solo 3 sconfitte, valgono agli alabardati la conquista dei play-out (acciuffati con il gol-vittoria nei minuti di recupero dell'ultima giornata sul campo della Pergolettese): nel doppio confronto con il Sangiuliano City, è ancora un gol nei minuti di recupero, nel match di ritorno, a sbancare il campo di Seregno e salvare definitivamente la categoria.
Il 4 luglio 2023 una ennesima svolta: la società, mettendosi alle spalle un'annata deludente sotto ogni punto di vista (fatta eccezione per la rocambolesca salvezza conquistata sul campo), passa da Atlas Consulting al fondo americano LBK Capital LLC, guidato da Ben Rosenzweig. La nuova proprietà nomina come responsabili tecnici Alex Menta e Morris Donati, i quali affidano la panchina ad Attilio Tesser che ritorna in rossoalabardato dopo vent'anni. Ad inizio febbraio le strade della Triestina e di Tesser si separano, con la squadra al terzo posto. La panchina è affidata al già alabardato (come giocatore e come tecnico) Roberto Bordin.
Il 29 maggio 2024 la squadra viene affidata al tecnico italo/olandese Michele Santoni. Verrà effettuato un mercato internazionale, sulla falsariga dei loro trascorsi al Venezia, dal duo Menta-Donati. La stagione parte malissimo, con una vittoria in 4 partite, dove dopo Triestina-Atalanta U23, Mister Santoni viene esonerato, presto seguito dal D.S. Donati. Nel frattempo la società subisce un punto di penalità per la tardiva integrazione della fideiussione nel tesserare Olivieri. La guida tecnica viene affidata ad interim all'allenatore Primavera Giuseppe Marino, raccogliendo però solo 2 punti in 6 partite. Il 21 ottobre 2024 viene ufficializzato l'ingaggio dello spagnolo Pep Clotet come allenatore dalla Triestina con la squadra all'ultimo posto (assieme all'Arzignano) e soli 4 punti. Anche lui porterà un magro bottino di 2 punti in 6 partite. Il 27 novembre 2024 la società incarica Daniele Delli Carri come Direttore Sportivo, il quale richiama immediatamente Attilio Tesser alla guida della squadra. Le prestazioni migliorano sensibilmente con la conquista di 7 punti in sole 3 partite, contro Padova, Vicenza e Novara, gli stessi collezionati prima dell'arrivo di Tesser in 16 gare. Nella sessione invernale un mercato low cost ma intelligente rinforza la squadra, che continua a girare ad alti ritmi fino alla partita contro la Virtus Verona. Subito dopo arriva un' altra doccia fredda: la penalizzazione, questa volta di 4 punti, per mancati pagamenti Irpef ed Ires dovuti a febbraio, che rallenta il ritmo della rimonta. Anche successivamente emergeranno le medesime infrazioni fiscali, tanto che la Triestina riceverà ulteriori penalità all'inizio della stagione successiva. La squadra infine arriva 16^, 13^ sul campo, e affronta il Caldiero Terme nella sfida play out, dove con 2 pareggi per 0-0, per via del miglior piazzamento, si salva. Ma sul fronte societario la situazione rimane incerta e drammatica.

## Colori e simboli

### Colori
(Umberto Saba, Squadra paesana)

Franco De Falco nella stagione 1982-1983, in cui segnò 25 gol in campionato, indossa la particolare divisa con l'alabarda sulla pancia.

Il colore sociale della squadra è il rosso, che è quello della città di Trieste.

La divisa prevede la maglia color rosso fuoco, i calzoncini bianchi e i calzettoni anch'essi rossi (anche se non sempre è stato così: inizialmente i calzoncini e i calzettoni erano neri; i primi diventeranno bianchi quasi subito mentre i calzettoni diventeranno rossi solo nel secondo dopoguerra). 

Caratteristica da sempre presente è lo scudetto con l'alabarda (che però in realtà rappresenterebbe uno spiedo alla furlana) posto sul petto. Per tale ragione, e visto che nel passato era raro che sulle maglie delle squadre apparisse il simbolo della società, la definizione cromatica dei giocatori della Triestina è di rossoalabardati (e non, erroneamente, biancorossi).

La seconda divisa invece, è tradizionalmente bianca per intero (nel 1934-35 venne vestita una seconda divisa bianca con ampia fascia orizzontale rossa sul petto con alabarda nel mezzo e senza scudetto).
In occasione del match contro il Genoa, giocata nello stadio Grezar a Trieste il 31 ottobre 1954, per festeggiare il ritorno di Trieste all'Italia, la Triestina sfoggiò una divisa tricolore: casacche verdi, calzoncini bianchi e calzettoni rossi. La partita terminò in pareggio 1-1.
Il disegno della prima maglia è rimasto pressoché costante dal 1919 al 1978. In quell'anno lo sponsor tecnico inglese disegnò delle casacche con un ampio colletto bianco e una larga fascia bianca lungo le spalle. Quella versione durò un solo anno, dal 1979 si tornò infatti a casacche più tradizionali. Negli anni settanta venne utilizzato come colore delle divise di cortesia anche il blu.
Nel 1982 il restyling del simbolo portò anche a maglie con disegno completamente nuovo. Un ampio carré bianco, definito da un colletto rosso; il nuovo simbolo piazzato sulla pancia e sulle spalle; calzoncini rossi come i calzettoni. La seconda divisa con lo stesso disegno ma col giallo quale colore predominante, accompagnato dalle finiture in rosso.
Dal 1985 sparisce la banda bianca dal petto e la divisa torna interamente rossa, pur mantenendo una, pur più piccola, l'"alabarda" stilizzata sulla pancia. Pochi cambiamenti per la divisa dell'anno successivo, con l'aggiunto solo di tre bande bianche sulle maniche, caratteristica dello sponsor tecnico di quella stagione. Nel 1988, per alcune gare, ritornò sul petto dei giocatori anche il vecchio scudetto con l'alabarda nella sua forma tradizionale. In quegli anni, accanto alle tradizionali divise rossa e bianca (per le trasferte), venne proposta anche una terza divisa di color verde.
Nei primi anni novanta la maglia ritorna alla tradizione con la scomparsa di bordature bianche e col riutilizzo del bianco invece per i calzoncini. Piccola novità, il colletto bianco dal 1992-93.
Col fallimento del 1994 ritorna definitivamente lo scudetto tradizionale sulle maglie, anche se non ricamato ma stampato. In quella stagione venne adottata una curiosa seconda maglia di color giallo con inserti blu. Altra piccola rivoluzione nello stile nel 1997. Dopo le prime partite, in cui la squadra aveva giocato con una divisa simile a quella storica dell'Ajax e senza scudetto, vennero proposte delle divise con fasce bianche lungo i fianchi e un ampio colletto, anch'esso bianco. Il tutto dominato da una grande alabarda posta sulla pancia. Oltre alla seconda divisa col bianco al posto del rosso venne ideata anche una terza divisa di color verde con fasce e colletto nero.
Dal 1998 al 2002 il disegno delle casacche fu molto tradizionale, con l'impiego di una terza maglia prima nera poi blu scura, che venne utilizzata anche nelle due finali di ritorno che sancirono la promozione in C1 e quella in B. Nel 2002 vennero apposte due sottili strisce bianche lungo i fianchi che sparirono nel 2004. In quell'anno venne proposta come seconda divisa un modello ispirato a quella del 1934: bianca con fascia rossa sul petto ed alabarda nel mezzo. La terza maglia era blu con banda bianca e alabarda rossa. Nel 2006 sulle maglie vennero introdotte delle bande bianche sia sui fianchi che sulle spalle. La seconda maglia è in negativo rispetto alla prima col bianco al posto del rosso e viceversa. La terza è blu con inserti rossi.
Il 13 dicembre 2008, in occasione del match casalingo contro il Livorno, per festeggiare il novantennale dalla fondazione la Triestina sfoggia una casacca che riproduce quella storica. Interamente rossa, senza sponsor e cognomi sulla schiena, viene completata da calzoncini bianchi e calzettoni neri.

### Simboli ufficiali

Lo stemma utilizzato fino al 2012 poi riadottato dal 2016

#### Stemma
Lo stemma è uno scudetto rosso al cui interno vi è uno spiedo alla furlana (chiamato erroneamente alabarda) bianco che è il simbolo della città. Sopra l'alabarda è posta una stella da cui si dipartono dei raggi. Infine sono poste ai lati dell'alabarda le lettere U S (Unione Sportiva) e nella parte bassa vi è la scritta Triestina.
Questo stemma rimase invariato fino al 1982, quando si decise un restyling che coinvolse anche le divise della squadra. L'alabarda viene stilizzata, un nuovo simbolo subito ribattezzato dai tifosi cocal, ossia gabbiano. Questo nuovo simbolo comparirà sulle maglie della Triestina fino al fallimento del 1994.
Dopo il 1994 si ritorna al simbolo tradizionale con la sola aggiunta della parola Nuova all'interno dello scudetto, che denomina la società dopo il fallimento. Il termine Nuova sparirà dopo poche stagioni. Nella stagione 1997-98 si utilizzerà un nuovo stemma: una alabarda simile a quella tradizionale ma con un bordo bianco e senza alcuna scritta nello scudetto.

## Strutture

### Stadio

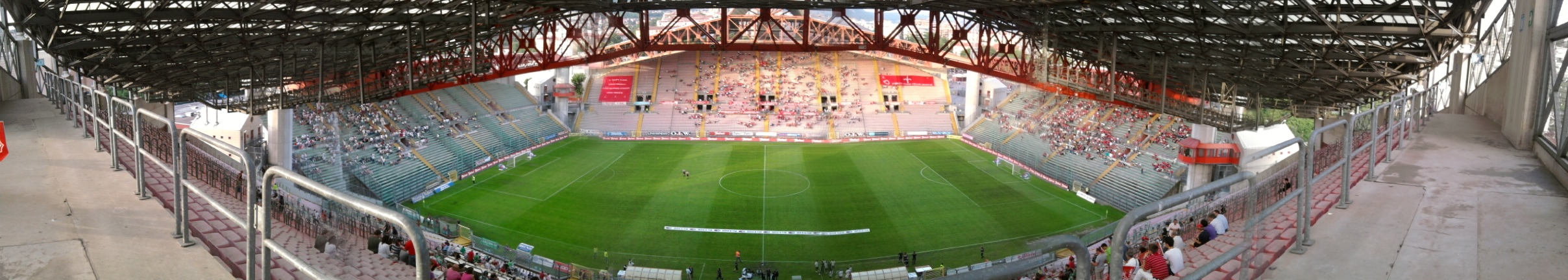
Panoramica dello stadio Nereo Rocco.

Sono molti gli impianti che hanno ospitato le gare interne della Triestina. Anzi si può dire che la squadra nacque proprio per una questione legata al campo da gioco, come spiegato nella sezione della storia. Infatti il FC Trieste e il CS Ponziana dividevano come campo la piazza d'armi di una caserma sita sull'attuale Piazza Oberdan. Il primo vero e proprio campo fu costruito nel rione di Montebello, sull'area dell'attuale fiera. Venne poi il tempo dello Stadio Giuseppe Grezar (all'epoca della costruzione del Littorio), nel quartiere di Valmaura, che ospitò le gare della Triestina dal 1932 al 1992, tranne la stagione 1947 ove la squadra giuliana fu costretta per molte gare a giocare a Udine, nel vecchio Stadio Moretti. Dal 1992 è l'impianto dedicato a Nereo Rocco ad ospitare la squadra rossoalabardata.
Nella stagione 2023-2024, la Triestina ha giocato gran parte delle sue partite interne allo stadio Omero Tognon di Fontanafredda, già campo casalingo del Pordenone, a causa dell'approssimativo rifacimento del manto erboso ad opera del Comune di Trieste dopo il concerto dei Måneskin, che ne ha compromesso la praticabilità per tutta la stagione.

### Centro di allenamento
La penuria di impianti in erba in città ha sempre penalizzato sia la prima squadra che il settore giovanile degli alabardati. La prima squadra ha spesso compiuto vere e proprie peregrinazioni in molti campi del circondario come Villaggio del Pescatore, Visogliano o Muggia. Qualche volte si è addirittura spinta fuori provincia, a Turriaco, Villesse, Staranzano o Visco. Lo stadio Grezar è divenuto poi il centro d'allenamento fino a quando la ristrutturazione dello stesso lo ha reso non più praticabile e quindi la squadra si è allenata presso l'ex impianto dell'Olimpia di Opicina. Dalla stagione 2012/13 si è allenata sul terreno sintetico di San Dorligo della Valle e poi successivamente a Prosecco entrambi in provincia di Trieste. Nella stagione 2018/2019 la Triestina si è spostata a Monfalcone allenandosi allo stadio comunale Boito. Dalla stagione 2019/2020 i rossoalabardati sono tornati ad allenarsi al Grezar dopo lo restyling resosi necessario per gli Europei under 21.

## Società

### Organigramma societario
Dal sito internet della società.
- Benjamin Rosenzweig - Presidente
- Sebastiano Stella - Amministratore Delegato
- Giambattista Domestici - Community Relations
- Alexander Menta - General Manager Sport
- Giuseppe Marino - Allenatore
- Michele Franco - Direttore Sportivo
- Bojan Kurjakovic - Responsabile Metodologico Settore Giovanile
- Mark Strukelj - Coordinatore Tecnico Settore Giovanile
- Salvatore Giunta - International Scouting
- Fabiano Speggiorin - Youth Scouting
- Antonino Minutoli - Transfer Manager
- Sonya Kondratenko - Brand Manager
- Sebastian Spada - Partnership Manager
- Romina Milanese - Merchandising Manager
- Cristiana Cechet - Segreteria Generale
- Emilio Ripari - Ufficio Stampa
- Anna Cecchinato - Social Media Manager
- Ettore Monti - Supporter Liaison Officer
- Luca Henke - Ticketing Manager

### Sponsor
| Sponsor tecnici - 1978-1979 Admiral - 1979-1980 ... - 1980-1982 Diadora - 1982-1983 Ennerre - 1983-1984 Bettina - 1984-1985 Maglificio Lama - 1985-1986 Fashion Sport - 1986-1988 Adidas - 1988-1994 ABM - 1994-1995 Sportika - Garman - 1995-1996 (non presente) - 1996-1997 Winterland's - 1997-1998 Asics - 1998-2002 Erreà - 2002-2008 Asics - 2008-2010 Mass - 2010-2012 Legea - 2012-2014 Acerbis - 2014-2015 Adidas - 2015-2016 Maps - 2016-2018 Nike - 2018-2020 HS - 2020-2022 MM - 2022-2024 Erreà - 2024-2026 Kappa | Cronologia degli sponsor ufficiali - 1981-1983 Sanson - 1983-1985 Fissan - 1985-1986 UTAT - 1987-1989 Modiano - 1989-1990 Il Piccolo - 1990-1991 Illy - 1991-1992 Trieste Oggi - 1992-1993 (non presente) - 1993-1994 DFS - 1994-1995 Dino Conti - 1995-1996 (non presente) - 1996-1998 Sanson - 1998-2000 Video Elettronic - 2000-2002 Banca Popolare FriulAdria - 2002-2003 Acegas - 2003-2004 Trieste EXPO 2008 San Marco Imaging - 2004-2009 Bossini Rubinetterie - 2009-2011 Fantinel Testa & Molinaro - 2011-2012 (non presente) - 2012-2014 COOP Trieste - 2014-2016 (non presente) - 2016-2018 Siderurgica Triestina - 2018-2019 Fiditalia - 2019-2020 Step Impianti Pittilino - 2020-2021 Step Impianti Pittilino Salus Foto Mauro - 2021-2022 Step Impianti Salus Fintria Foto Mauro - 2022-2023 Stardust Agency Step Impianti Ibox - 2023-2025 Io Sono FVG Step Impianti |

### Sezione femminile
Nell'estate 2019, la società ha costituito la propria sezione femminile, partendo dal campionato di Eccellenza, vincendolo e salendo in Serie C.

## Diffusione nella cultura di massa
Il poeta triestino Umberto Saba venne ispirato dalle sue frequentazioni allo stadio di Valmaura per comporre cinque poesie dedicate al gioco del calcio e, di fatto, ispirate dalle gare della Triestina, della quale si scoprì tifoso dopo aver assistito per la prima volta ad una partita in compagnia della figlia: Goal, Squadra paesana, Tredicesima partita, Fanciulli allo stadio e Tre momenti.
Nella canzone Mille lire il cantautore istriano Sergio Endrigo, ricordando i bei tempi andati della sua giovinezza, canta: "In tribuna come un pascià / e la Triestina militava in serie A".

## Allenatori e presidenti
- 1919-1929 ...
- 1929-1930  Rudolf Soutschek
- 1930-1931  István Tóth
- 1931-1932  Béla Révész (1ª-29ª)
 Mario Grassi (30ª-34ª)
- 1932-1933  Mario Grassi (1ª-4ª)
 Károly Csapkay (5ª-34ª)
- 1933-1934  Károly Csapkay
- 1934-1936  István Tóth
- 1936-1937  István Tóth (1ª-3ª)
 Lajos Nemes Kovács (4ª-9ª)
 Elio Loschi (10ª-15ª)
 Jenő Konrád (16ª-30ª)
- 1937-1938  Jenő Konrád
- 1938-1939  Jenő Konrád (1ª-8ª)
/ János Nehadoma (9ª-18ª)
 Elio Loschi (19ª-30ª)
- 1939-1940 / Luis Monti
- 1940-1941  Rudolf Soutschek
- 1941-1942  Mario Villini
- 1942-1943  Mario Villini (1ª-13ª)
 Guido Testolina (14ª-30ª e spareggi)
- 1943-1944  Guido Testolina
- 1944-1945
- 1945-1946  Mario Villini
- 1946-1947  Mario Varglien
- 1947-1950  Nereo Rocco
- 1950-1951 / Béla Guttman
- 1951-1952 / Béla Guttman (1ª-10ª)
 Mario Perazzolo (11ª-38ª e spareggio)
- 1952-1953  Mario Perazzolo
- 1953-1954  Nereo Rocco (1ª-21ª)
 Severino Feruglio (22ª-34ª)
- 1954-1955  Severino Feruglio
- 1955-1956  Severino Feruglio (1ª-9ª)
 Piero Pasinati (10ª-34ª)
- 1956-1957  Piero Pasinati
- 1957-1958  Aldo Olivieri
- 1958-1959  Aldo Olivieri (1ª-17ª)
 Guglielmo Trevisan (18ª-34ª)
- 1959-1960  Guglielmo Trevisan
- 1960-1961  Guglielmo Trevisan (1ª-23ª)
 Umberto Buffalo (24ª-26ª)
 Guglielmo Trevisan (27ª-38ª)
- 1961-1962  Enrico Radio
- 1962-1963  Enrico Radio (1ª-13ª)
 Gino Colaussi (14ª-38ª)
- 1963-1964  Serafino Montanari
- 1964-1965  Mario Renosto e  Sandro Puppo (D.T.) (1ª-11ª)
 Mario Renosto (12ª-15ª)
 Mario Renosto e  Annibale Frossi (D.T.) (16ª-38ª)
- 1965-1966  Annibale Frossi (1ª-10ª)
 Bruno Arcari (11ª-34ª)
- 1966-1967  Mario Caciagli (1ª-15ª)
 Enrico Radio (16ª-34ª)
- 1967-1969  Enrico Radio
- 1969-1970  Guglielmo Trevisan
- 1970-1971  Sergio Pison
- 1971-1972  Francesco Petagna
- 1972-1973  Francesco Petagna (1ª-12ª)
 Romano Frigeri (13ª)
 Evaristo Malavasi (14ª-33ª)
 Francesco Cergoli (34ª-38ª)
- 1973-1974  Giulio Bonafin (1ª-12ª)
 Francesco Cergoli (13ª-31ª)
 Renato Sadar (32ª-38ª)
- 1974-1979  Vasco Tagliavini
- 1979-1980  Vasco Tagliavini (1ª-26ª)
 Fulvio Varglien (27ª-34ª)
- 1980-1981  Ottavio Bianchi
- 1981-1984  Adriano Buffoni
- 1984-1985  Massimo Giacomini
- 1985-1988  Enzo Ferrari
- 1988-1989  Marino Lombardo
- 1989-1990  Marino Lombardo (1ª-14ª)
 Massimo Giacomini (15ª-38ª)
- 1990-1991  Massimo Giacomini (1ª-15ª)
 Fernando Veneranda (16ª-38ª)
- 1991-1992  Giuliano Zoratti
- 1992-1993  Attilio Perotti (1ª-32ª)
 Vittorio Russo (33ª-34ª)
- 1993-1994  Adriano Buffoni
- 1994-1995  Franco Pezzato
- 1995-1996  Giorgio Roselli
- 1996-1997  Giorgio Roselli (1ª-16ª)
 Adriano Lombardi (17ª-34ª)
- 1997-1998  Giuseppe Marchioro (1ª-6ª)
 Paolo Beruatto (7ª-34ª e play-off)
- 1998-1999  Paolo Ferrario (1ª-2ª)
 Andrea Mandorlini (3ª-34ª e play-off)
- 1999-2000  Maurizio Costantini
- 2000-2003  Ezio Rossi
- 2003-2005  Attilio Tesser
- 2005-2006  Alessandro Calori e  Adriano Buffoni (1ª-2ª)
 Pietro Vierchowod (3ª)
 Alessandro Calori e  Adriano Buffoni (4ª)
 Pietro Vierchowod (5ª-16ª)
 Franco De Falco (17ª-20ª)
 Vittorio Russo e  Franco De Falco (21ª)
 Vittorio Russo (22ª-29ª)
 Andrea Agostinelli (30ª-42ª)
- 2006-2007  Andrea Agostinelli (1ª-21ª)
 Franco Varrella (22ª)
 Andrea Agostinelli (23ª-25ª)
 Franco Varrella (26ª-42ª)
- 2007-2009  Rolando Maran
- 2009-2010  Luca Gotti (1ª-8ª)
 Mario Somma (9ª-24ª)
 Daniele Arrigoni (25ª-42ª e play-out)
- 2010-2011  Ivo Iaconi (1ª-20ª)
 Sandro Salvioni (21ª-42ª)
- 2011-2012  Gian Cesare Discepoli (1ª-9ª)
 Giuseppe Galderisi (10ª-34ª e play-out)
- 2012-2013  Fabio Sambaldi (1ª-16ª)
 Maurizio Costantini (17ª-32ª e play-off)
- 2013-2014  Maurizio Costantini (1ª-5ª)
 Fabio Rossitto (6ª-34ª)
- 2014-2015  Stefano Lotti (1ª-8ª)
 Giuseppe Ferazzoli (9ª-29ª)
 Gianluca Gagliardi (30ª-33ª)
 Stefano Lotti (34ª)
 Giuseppe Ferazzoli (play-out)
- 2015-2016  Cristiano Masitto (1ª-3ª)
 Stefano Lotti (4ª-11ª)
 Elio Roncelli (12ª-18ª)
 Paolo Doardo (19ª-31ª)
 Roberto Bordin (32ª-38ª e play-out)
- 2016-2017  Antonio Andreucci
- 2017-2018  Giuseppe Sannino (1ª-24ª)
 Nicola Princivalli (25ª-34ª)
- 2018-2019  Massimo Pavanel
- 2019-2020  Massimo Pavanel (1ª-5ª)
 Nicola Princivalli (6ª-9ª)
 Carmine Gautieri (10ª-27ª e play-off)
- 2020-2021  Carmine Gautieri (1ª-13ª)
 Giuseppe Pillon (14ª-38ª e play-off)
- 2021-2022  Cristian Bucchi
- 2022-2023  Andrea Bonatti (1ª-7ª)
 Massimo Pavanel (8ª-24ª)
 Augusto Gentilini (25ª-38ª e play-out)
- 2023-2024  Attilio Tesser (1ª-24ª)
 Roberto Bordin (25ª-38ª e play-off)
- 2024-2025  Michele Santoni (1ª-6ª)
 Giuseppe Marino (7ª-10ª)
 Pep Clotet (11ª -16ª)
 Attilio Tesser (17ª-38ª e play-out)
- 2025-2026  Giuseppe Marino

- 1919-1924  Doimo Iviani Ivanissevich
- 1924-1926  Ettore Tardivello
- 1926 Direttorio di presidenza (Bomman, Blasina, Ventura, Ghersiach e Antonini)
- 1926-1929  Filiberto Giuseppe Ottavio Dalmazzo[115]
- 1929-1931  Celso Carretti
- 1931-1932  Rodolfo Vecchini;  Amedeo di Savoia-Aosta (presidente onorario)
- 1932-1934  Celso Carretti
- 1934-1935  Celso Carretti e  Carlo Ogrin Casale
- 1935-1936  Celso Carretti
- 1936-1939  Ranieri Babboni
- 1939-1941  Ermanno Mentaschi
- 1941-1942  Eolo Rossi
- 1942-1945  Mario Martinoli
- 1945-1946  Francesco Coran
 Verdiano Zotta
- 1946-1953  Leo Brunner
- 1953-1955  Camillo Poillucci
- 1955  Callisto Gerolimich
- 1955-1959  Tristano Colummi
- 1959-1960 Comitato di reggenza (Ottavio Gallinotti, Leo Brunner, Giovanni Tommasi, Giorgio Bobolini e Alessandro Cambista)
- 1960-1961  Ottavio Gallinotti
- 1961-1969  Giorgio Guarnieri
- 1969-1970 Comitato di reggenza (Bassani, Colummi, Franco e Fragiacomo)
- 1970-1971  Ugo Hauser
 Giuseppe Battain e  Tristano Colummi
- 1971-1974  Tristano Colummi
- 1974-1978  Gianni Belrosso
- 1978  Aldo Brandolin
- 1978-1982  Giorgio Del Sabato
- 1982-1983  Francesco Paticchio (Amministratore delegato)
- 1983-1992  Raffaele De Riù
- 1992-1993  Nicola Salerno (Amministratore unico)
- 1993-1994  Raffaele De Riù
- 1994-1997  Giorgio Del Sabato
- 1997-1999  Roberto Trevisan
- 1999-2000  Luciano Vendramini (Amministratore unico)
- 2000-2005  Amilcare Berti
- 2005-2006  Flaviano Tonellotto
 Jeannine Koevoets
 Franco De Falco
- 2006-2011  Stefano Fantinel
- 2011-2012  Cristina De Angelis
 Sergio Aletti[116]
- 2012-2013  Davide Zotti
- 2013-2014  Andrea Puglia
- 2014-2015  Hamdi Mehmeti
 Marco Pontrelli
- 2015-2016  Marco Pontrelli
 Silvano Favarato[116]
- 2016-2022  Mario Vittorio Biasin
- 2022-2023  Simone Giacomini
- 2023-  Benjamin Lee Rosenzweig

## Calciatori

### Vincitori di titoli
Campioni del mondo
- Bruno Chizzo (Francia 1938)
- Gino Colaussi (Francia 1938)
- Pietro Pasinati (Francia 1938)

### La Triestina e le Nazionali di calcio
Il primo giocatore della Triestina ad aver indossato la maglia azzurra fu Nereo Rocco, in una gara valevole come qualificazione ai mondiali del 1934. Di seguito sono riportati tutti i giocatori che hanno indossato la maglia della nazionale quando erano tesserati per la formazione giuliana. Viene specificata la gara del loro esordio da alabardati, il numero di presenze e di gol in nazionale sempre da alabardati. Da notare come tutti i giocatori, tranne Piero Castello, esordirono in nazionale da giocatori della Triestina. Tra il 1959 e il 2002 nessun alabardato giocò nelle tre nazionali più importanti. Vi fu solo una convocazione per Cleto Polonia nella nazionale Under 21 nel 1990.
| Calciatore         | Data            | Località  | Incontro                | Ris. | Evento            | Pr. | Gol |
| ------------------ | --------------- | --------- | ----------------------- | ---- | ----------------- | --- | --- |
| Gino Colaussi      | 27 ottobre 1935 | Praga     | Cecoslovacchia - Italia | 2-1  | C. Internazionale | 25  | 15  |
| Piero Pasinati     | 5 giugno 1936   | Zurigo    | Svizzera - Italia       | 1-2  | Amichevole        | 11  | 5   |
| Guglielmo Trevisan | 5 maggio 1940   | Milano    | Italia - Germania       | 3-2  | Amichevole        | 2   | 1   |
| Ivano Blason       | 2 luglio 1950   | San Paolo | Italia - Paraguay       | 2-0  | Mondiali '50      | 1   | 0   |
| Giuseppe Grezar    | 5 aprile 1942   | Genova    | Italia - Croazia        | 4-0  | Amichevole        | 1   | 0   |
| Gianfranco Petris  | 23 marzo 1958   | Vienna    | Austria - Italia        | 3-2  | C. Internazionale | 1   | 1   |
| Cesare Presca      | 2 agosto 1948   | Brentford | Italia - Stati Uniti    | 9-0  | XIV Olimpiade     | 1   | 0   |
| Nereo Rocco        | 25 marzo 1934   | Milano    | Italia - Grecia         | 4-0  | qu. Mondiali '34  | 1   | 0   |

| Calciatore        | Data             | Località  | Incontro                    | Ris. | Evento     | Pr. | Gol |
| ----------------- | ---------------- | --------- | --------------------------- | ---- | ---------- | --- | --- |
| Bruno Chizzo      | 5 dicembre 1937  | Marsiglia | Francia Sud Est - Italia B  | 2-2  | Amichevole | 4   | 3   |
| Nereo Rocco       | 22 ottobre 1933  | Vercelli  | Italia B - Ungheria B       | 4-4  | Amichevole | 4   | 3   |
| Giacomo Blason    | 22 ottobre 1933  | Vercelli  | Italia B - Ungheria B       | 4-4  | Amichevole | 2   | 0   |
| Ivano Blason      | 20 maggio 1949   | Atene     | Italia B - Turchia B        | 3-2  | Amichevole | 2   | 0   |
| Giuseppe Geigerle | 3 dicembre 1933  | Lugano    | Svizzera B - Italia B       | 7-0  | Amichevole | 2   | 0   |
| Enore Boscolo     | 25 novembre 1951 | Cagliari  | Italia B - Svizzera B       | 2-0  | Amichevole | 1   | 0   |
| Piero Castello    | 27 ottobre 1935  | Genova    | Italia B - Cecoslovacchia B | 3-1  | Amichevole | 1   | 0   |
| Gino Colaussi     | 15 maggio 1938   | Milano    | Italia B - Lussemburgo A    | 4-0  | Amichevole | 1   | 1   |
| Elio Loschi       | 22 ottobre 1933  | Vercelli  | Italia B - Ungheria B       | 4-4  | Amichevole | 1   | 0   |
| Germano Mian      | 27 ottobre 1935  | Genova    | Italia B - Cecoslovacchia B | 3-1  | Amichevole | 1   | 0   |
| Piero Pasinati    | 20 novembre 1938 | Lugano    | Svizzera B - Italia B       | 0-0  | Amichevole | 1   | 0   |
| Luigi Spanghero   | 27 ottobre 1935  | Genova    | Italia B - Cecoslovacchia B | 3-1  | Amichevole | 1   | 0   |

| Calciatore         | Data             | Località  | Incontro                          | Ris. | Evento        | Pr. | Gol |
| ------------------ | ---------------- | --------- | --------------------------------- | ---- | ------------- | --- | --- |
| Daniele Galloppa   | 7 ottobre 2005   | Vicenza   | Italia U-21 - Slovenia U-21       | 1-0  | qual. Europeo | 5   | 0   |
| Michele Ferri      | 20 agosto 2002   | Grosseto  | Italia U-21 - Germania U-21       | 0-2  | Amichevole    | 4   | 0   |
| Sergio Viotti      | 1º giugno 2011   | Tolone    | Italia U-21 - Costa d'Avorio U-21 | 2-0  | Torneo Tolone | 4   | 0   |
| Aldo Ballarin      | 6 aprile 1942    | Vercelli  | Italia Giov. - Ungheria Giov.     | 3-0  | Amichevole    | 2   | 0   |
| Piero Bandini      | 11 novembre 1956 | Marsiglia | Francia Giov. - Italia Giov.      | 0-3  | Amichevole    | 2   | 0   |
| Alberto Aquilani   | 11 maggio 2004   | Lanciano  | Italia U.21 - Polonia U.21        | 3-1  | Amichevole    | 1   | 0   |
| Enore Boscolo      | 26 ottobre 1952  | Bari      | Italia Giov. - Egitto Giov.       | 6-1  | Coppa Med.    | 1   | 0   |
| Francesco Cergoli  | 6 gennaio 1943   | Padova    | Italia Giov. - Croazia Giov.      | 0-0  | Amichevole    | 1   | 0   |
| Italo Del Negro    | 18 ottobre 1959  | Beirut    | Libano Giov. - Italia Giov.       | 0-5  | Giochi Med.   | 1   | 0   |
| Damiano Ferronetti | 11 maggio 2004   | Lanciano  | Italia U-21 - Polonia U-21        | 3-1  | Amichevole    | 1   | 0   |
| Andrea Mantovani   | 11 maggio 2004   | Lanciano  | Italia U-21 - Polonia U.21        | 3-1  | Amichevole    | 1   | 0   |
| Michael Cia        | 25 marzo 2009    | Vienna    | Austria U.21 - Italia U-21        | 2-2  | Amichevole    | 1   | 0   |
| Riccardo Brosco    | 17 novembre 2010 | Fermo     | Italia U-21 - Turchia U-21        | 2-1  | Amichevole    | 1   | 0   |

## Palmarès

### Competizioni internazionali
- Coppa Anglo-Italiana: 1

1980

### Competizioni nazionali
- Serie B: 1

1957-1958
- Coppa Italia Serie C: 1

1993-1994
- Serie C: 1

1961-1962 (girone A)
- Serie C1: 1

1982-1983 (girone A)
- Serie D: 2

1971-1972 (girone C), 1975-1976 (girone C)

### Competizioni giovanili
- Torneo Fiera del Levante: 1

1952

### Onorificenze
- Stella d'oro al merito sportivo

1979

## Statistiche e record

### Partecipazioni ai campionati
| Livello | Categoria                       | Partecipazioni | Debutto   | Ultima stagione | Totale |
| ------- | ------------------------------- | -------------- | --------- | --------------- | ------ |
| 1º      | Divisione Nazionale             | 2              | 1928-1929 | 1945-1946       | 28     |
| 1º      | Serie A                         | 26             | 1929-1930 | 1958-1959       | 28     |
| 2º      | Seconda Divisione               | 2              | 1924-1925 | 1925-1926       | 26     |
| 2º      | Prima Divisione                 | 2              | 1926-1927 | 1927-1928       | 26     |
| 2º      | Serie B                         | 22             | 1957-1958 | 2010-2011       | 26     |
| 3º      | Serie C                         | 19             | 1961-1962 | 2024-2025       | 30     |
| 3º      | Serie C1                        | 11             | 1978-1979 | 2011-2012       | 30     |
| 4º      | Serie D                         | 6              | 1971-1972 | 2016-2017       | 12     |
| 4º      | Serie C2                        | 6              | 1995-1996 | 2000-2001       | 12     |
| 5º      | Campionato Nazionale Dilettanti | 1              | 1994-1995 | 1994-1995       | 2      |
| 5º      | Serie D                         | 1              | 2013-2014 | 2013-2014       | 2      |

In 93 stagioni sportive disputate a partire dall'esordio a livello nazionale nella Lega Nord il 26 ottobre 1924. In precedenza la Triestina afferiva al Comitato Regionale Giuliano, dove è caduta anche nel 2012-2013. Sono considerate professionistiche, concorrendo quindi alla tradizione sportiva cittadina, le 85 stagioni in Serie A, B, C, C1 e C2.

### Statistiche individuali
Di seguito i primatisti di presenze e reti con la maglia della Triestina a partire dal 1929.
| Record di presenze - 344 Pietro Pasinati (1928-1939, 1941-1944 e 1945-1946) - 307 Maurizio Costantini (1981-1991) - 301 Ersilio Cerone (1984-1994) - 275 Gino Colaussi (1930-1940 e 1945-1946) - 274 Francesco Petagna (1949-1959) - 247 Renato Sadar (1957-1958 e 1960-1970) - 241 Guglielmo Trevisan (1934-1935, 1937-1941, 1947-1950 e 1953-1954) - 236 Romano Frigieri (1959-1965 e 1971-1973) - 234 Denis Godeas (1992-1994, 1999, 2003-2006, 2009-2012 e 2013-2014) - 232 Nereo Rocco (1930-1937) | Record di reti - 87 Denis Godeas (1992-1994, 1999, 2003-2006, 2009-2012 e 2013-2014) - 82 Franco De Falco (1981-1987 e 1988-1989) - 66 Nereo Rocco (1930-1937) - 61 Pablo Granoche (2007-2009 e 2018-2021) - 59 Mirco Gubellini (1995-1996 e 1997-2004) - 56 Guglielmo Trevisan (1934-1935, 1937-1941, 1947-1950 e 1953-1954) - 47 Gino Colaussi (1930-1940 e 1945-1946) - 43 Enore Boscolo (1949-1953) - 42 Mario Tosolini (1937-1944 e 1947-1949) - 36 Licio Rossetti (1943-1950, 1951 e 1953-1954) |

## Tifoseria[138][139]

### Storia
La tifoseria alabardata è concentrata in massima parte nella provincia di Trieste e gode di un buonissimo seguito anche nella provincia di Gorizia. Ovviamente la squadra viene seguita con affetto anche dai molti giuliani emigrati nel mondo. Tra i tifosi illustri dell'Alabarda c'è da ricordare il poeta Umberto Saba che, come detto, dedicò alcune poesie al gioco del calcio ispirato dalla frequentazione dello stadio.
Vi è un Centro di Coordinamento dei Triestina Club, fondato nel 1974, che riunisce 35 club di tifosi. Edita un periodico, Il Tifone Rossoalabardato, che viene distribuito gratuitamente presso lo stadio Rocco in occasione delle gare interne della Triestina.
Gli Ultras Trieste, nati nel 1976 dando inizio al movimento ultras a Trieste, si sono sciolti nel 2006. La curva Furlan, fulcro del tifo alabardato, non ha, di fatto, una sua organizzazione piramidale. La curva è così chiamata in ricordo di Stefano Furlan, giovane tifoso alabardato, morto all'età di 20 anni, il 1º marzo 1984, in seguito a una carica delle forze dell'ordine al termine di un derby di Coppa Italia tra Triestina e Udinese. L'orientamento politico della curva è sempre stato di estrema destra, anche se negli ultimi anni per le leggi sulla politica, la politica stessa in curva si è affievolita. Gli Ultras Trieste, nel loro primo anno di vita, occupavano la gradinata del vecchio Stadio Giuseppe Grezar, nel 1977 presero poi posto nella curva sud del vecchio impianto. Mantennero questa postazione fino al trasferimento nello Stadio Nereo Rocco, avvenuto nella stagione 1992-1993, dove tuttora occupano la già citata curva Furlan. Attualmente sono presenti diversi gruppi oltre al Gruppo Curva Furlan, tra questi sono molto attivi il Nucleo San Giacomo, Cani Sciolti, Trieste Casuals, Alcool Trieste e altri gruppi minori.

### Gemellaggi e rivalità

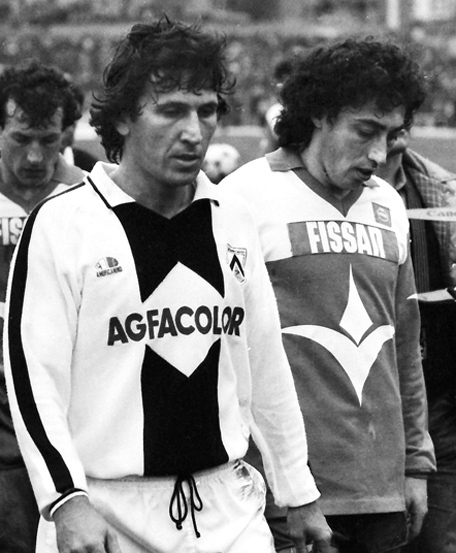
Il friulano Zico e il giuliano Franco De Falco in occasione del derby regionale di Coppa Italia dell'8 febbraio 1984: la rivalità con l'Udinese è la più antica e sentita da parte del tifo triestino.

La tifoseria triestina sostiene dei gemellaggi con:
- Hellas Verona: risalente agli anni settanta e molto sentito da entrambe le tifoserie, incentivato dalle forti convergenze politiche delle due curve. Il motto "Muli e butei per sempre fradei", in tal senso, testimonia il forte legame esistente.
- Lazio: con gli esponenti della Curva Nord laziale, risale agli anni ottanta, quando entrambe le squadre militavano in Serie B. Successivamente i tifosi triestini, in un Derby di Roma, esposero i vessilli biancocelesti, saldando ancor di più il rapporto.
- Massese: molto sentito da entrambe le fazioni.
- Pro Patria: risalente al lontano 1977 e tuttora molto sentito da entrambe le tifoserie.
- Monza: molto forte tra la fine degli anni ottanta e l'inizio degli anni novanta.

In passato ci furono dei gemellaggi con gli ultras dell'Ascoli, del Cesena, del Brescia e della Cavese. Quest'ultima fazione mantiene attualmente rapporti di reciproco rispetto, mentre con Ascoli e Brescia si è creata rivalità.
Di recente è nato un gemellaggio con l'Austria Vienna (Austria), come testimonia una bandiera riportante i blasoni di entrambe le società calcistiche. Sostiene inoltre amicizie con Catania, Paris Saint-Germain (Francia) e Piacenza. Da notare poi una breve amicizia negli anni '80, con i Granata Korps, gruppo ultras di destra del Torino.
Le principali rivalità sono con:
- Udinese: la più antica, oltre ad essere anche la più accesa e la più sentita, ed è dovuta alla vicinanza delle città di Trieste, capoluogo del Friuli-Venezia Giulia e della Venezia Giulia, e di Udine, capoluogo storico del Friuli.
- L.R. Vicenza:[140] verso gli arcirivali del Verona, i giuliani hanno una rivalità storica e molto sentita, incentivata anche dal gemellaggio fra vicentini e udinesi.
- Livorno: causata principalmente da divergenze politiche, essendo certe frange di ultras della tifoseria alabardata prevalentemente di destra e quella livornese invece di sinistra; dovuta anche al gemellaggio che i tifosi giuliani hanno con i tifosi laziali, rivali storici dei livornesi. L'astio è stato anche alimentato da uno striscione esibito dai tifosi del Livorno nel 2002 durante una partita di campionato, che inneggiava a Tito e alle foibe.
- Padova: dovuta, in gran parte, ai trascorsi di un simbolo della Triestina, Nereo Rocco, nelle file del Padova, ma anche da vecchi rancori di tipo calcistico.
- Treviso: tuttora molto sentita, dovuta alle vicende sportive del Campionato Nazionale Dilettanti 1994-1995, quando la Triestina lottò per la conquista del campionato con la formazione biancazzurra, perdendolo proprio a causa della sconfitta casalinga con i trevigiani.
- Pescara: dovuta al gemellaggio dei pescaresi coi vicentini ed all'amicizia coi livornesi.
- Pordenone: più recente rispetto alle altre, dovuta soprattutto a scopi territoriali come nel caso dell'Udinese e anche alla lotta per la promozione in Serie B nella stagione 2018-2019, dove le due squadre si batterono per il primato del girone B, ma in cui tuttavia il primo posto del Pordenone, dominatore del campionato, non fu mai veramente messo in discussione. Ad inasprire la rivalità è stata anche la presunta responsabilità dei pordenonesi per le scritte offensive apparse all'interno della curva alabardata la notte precedente alla trasferta a Trieste della stagione 2018-2019. Nessuna prova dell'effettiva colpevolezza dei supporters pordenonesi (dissociatisi dal gesto) è mai stata presentata, nonostante l'area sia pesantemente video sorvegliata.
- Pisa: rivalità esistente da anni, inasprita durante la finale play-off della Serie C 2018-2019: un'andata non troppo colorita con lancio di pietre ai pullman tornanti dalla trasferta, ma soprattutto il ritorno perso dai rosso-alabardati per 1-3 in casa con un arbitraggio discusso, negando così alla Triestina di accedere definitivamente in Serie B.
- Virtus Verona: antagonismo sportivo aggravato dall'opposta matrice politica dei virtussini e il loro gemellaggio con il Livorno.

Una rivalità da non dimenticare è quella con gli ultras della Sambenedettese.
Altre rivalità, derivanti da motivi politici e/o calcistici sono con le tifoserie di Atalanta, Parma, Ternana, Rimini, SPAL, Mantova, Genoa, Como, Bologna, Cesena, Vis Pesaro, Trapani, Carrarese, Lucchese, Modena, Ancona, Venezia, Mestre, Juventus e Ravenna.

## Organico

### Rosa 2025-2026
Rosa aggiornata al 5 agosto 2025.
| N. |                       | Ruolo | Calciatore          |
| -- | --------------------- | ----- | ------------------- |
|    | Slovenia (bandiera)   | P     | Kristjan Matosevic  |
|    | Italia (bandiera)     | P     | Francesco Borriello |
|    | Islanda (bandiera)    | D     | Kristófer Jónsson   |
|    | Slovenia (bandiera)   | D     | Mladen Mutavcic     |
|    | Italia (bandiera)     | D     | Andrea Moretti      |
|    | Brasile (bandiera)    | D     | Rodolfo Moisés      |
|    | Italia (bandiera)     | D     | Simone Kosjier      |
|    | Italia (bandiera)     | D     | Mattia Tonetto      |
|    | Italia (bandiera)     | D     | Matteo Anzolin      |
|    | Italia (bandiera)     | D     | Matteo Izzo         |
|    | Germania (bandiera)   | D     | Léonard Palma       |
|    | Italia (bandiera)     | D     | Edoardo Bagnoli     |
|    | Portogallo (bandiera) | C     | Braima Sambú        |

| N. |                      | Ruolo | Calciatore             |
| -- | -------------------- | ----- | ---------------------- |
|    | Francia (bandiera)   | C     | Omar Correia           |
|    | Moldavia (bandiera)  | C     | Artur Ioniță           |
|    | Italia (bandiera)    | C     | Christian D'Urso       |
|    | Svizzera (bandiera)  | C     | Idriz Voca             |
|    | Haiti (bandiera)     | C     | Christopher Attys      |
|    | Marocco (bandiera)   | C     | Sofian Kiyine          |
|    | Italia (bandiera)    | C     | Leonardo Pedicillo     |
|    | Turchia (bandiera)   | C     | Teoman Gunduz          |
|    | Italia (bandiera)    | C     | Alessandro De Luca     |
|    | Finlandia (bandiera) | A     | Eetu Vertainen         |
|    | Curaçao (bandiera)   | A     | Jaron Vicario          |
|    | Islanda (bandiera)   | A     | Markús Páll Ellertsson |
|    | Brasile (bandiera)   | A     | Heitor Ogliari         |

### Staff tecnico
Dal sito internet della società.
- Geppino Marino - allenatore
- Matteo Ciofani  - Vice Allenatore
- Daniele Spizzo - Preparatore Portieri
- Fabio Fiore - Preparatore Atletico
- carica vacante  - Team Manager
- Dott. Marcello Tence - Responsabile Sanitario
- Dott. Fabio Savron - Medico Sociale
- Dott. Paolo Bergagna- Medico Sociale
- Dott. Sergio Parco - Medico Sociale
- Ruben Sclauzero - Fisioterapista
- Emil Bukavec - Fisioterapista
- Alex Rossone - Massaggiatore